# الطواف النسائي للاتحاد الدولي لكرة المضرب – 2010 (أبريل–يونيو)
الطواف النسائي للاتحاد الدولي لكرة المضرب هي نسخة عام 2010 من الجولة الثانية في لعبة كرة المضرب للمحترفات. تنظمها الاتحاد الدولي لكرة المضرب وهي درجة أقل من جولة رابطة محترفات التنس. يتضمن الطواف العالمي لكرة المضرب النسائية برعاية الاتحاد الدولي لكرة المضرب بطولات بجوائز مالية تتراوح من $15،000 إلى $100،000.

## المواسم
| مواسم الطواف العالمي لكرة المضرب النسائية برعاية الاتحاد الدولي لكرة المضرب | مواسم الطواف العالمي لكرة المضرب النسائية برعاية الاتحاد الدولي لكرة المضرب | مواسم الطواف العالمي لكرة المضرب النسائية برعاية الاتحاد الدولي لكرة المضرب | مواسم الطواف العالمي لكرة المضرب النسائية برعاية الاتحاد الدولي لكرة المضرب | مواسم الطواف العالمي لكرة المضرب النسائية برعاية الاتحاد الدولي لكرة المضرب | مواسم الطواف العالمي لكرة المضرب النسائية برعاية الاتحاد الدولي لكرة المضرب | مواسم الطواف العالمي لكرة المضرب النسائية برعاية الاتحاد الدولي لكرة المضرب | مواسم الطواف العالمي لكرة المضرب النسائية برعاية الاتحاد الدولي لكرة المضرب | مواسم الطواف العالمي لكرة المضرب النسائية برعاية الاتحاد الدولي لكرة المضرب | مواسم الطواف العالمي لكرة المضرب النسائية برعاية الاتحاد الدولي لكرة المضرب |
| تسعينيات القرن العشرين                                                      | تسعينيات القرن العشرين                                                      | تسعينيات القرن العشرين                                                      | تسعينيات القرن العشرين                                                      | تسعينيات القرن العشرين                                                      | تسعينيات القرن العشرين                                                      | تسعينيات القرن العشرين                                                      | تسعينيات القرن العشرين                                                      | تسعينيات القرن العشرين                                                      | تسعينيات القرن العشرين                                                      |
| --------------------------------------------------------------------------- | --------------------------------------------------------------------------- | --------------------------------------------------------------------------- | --------------------------------------------------------------------------- | --------------------------------------------------------------------------- | --------------------------------------------------------------------------- | --------------------------------------------------------------------------- | --------------------------------------------------------------------------- | --------------------------------------------------------------------------- | --------------------------------------------------------------------------- |
| 1994                                                                        | 1995                                                                        | 1995                                                                        | 1996                                                                        | 1997                                                                        | 1998                                                                        | 1999                                                                        |                                                                             |                                                                             |                                                                             |
| العقد الأول من القرن 21                                                     |                                                                             |                                                                             |                                                                             |                                                                             |                                                                             |                                                                             |                                                                             |                                                                             |                                                                             |
| 2000                                                                        | 2001                                                                        | 2002                                                                        | 2003                                                                        | 2004                                                                        | 2005                                                                        | 2006                                                                        | 2007                                                                        | 2008 الربع الأول · الربع الثاني · الربع الثالث                              | 2009                                                                        |
| العقد الثاني من القرن 21                                                    |                                                                             |                                                                             |                                                                             |                                                                             |                                                                             |                                                                             |                                                                             |                                                                             |                                                                             |
| 2010 الربع الأول · الربع الثاني · الربع الثالث · الربع الرابع               | 2011 الربع الأول · الربع الثاني · الربع الثالث · الربع الرابع               | 2012 الربع الأول · الربع الثاني · الربع الثالث · الربع الرابع               | 2013 الربع الأول · الربع الثاني · الربع الثالث · الربع الرابع               | 2014 الربع الأول · الربع الثاني · الربع الثالث · الربع الرابع               | 2015 الربع الأول · الربع الثاني · الربع الثالث · الربع الرابع               | 2016 الربع الأول · الربع الثاني · الربع الثالث · الربع الرابع               | 2017 الربع الأول · الربع الثاني · الربع الثالث · الربع الرابع               | 2018 الربع الأول · الربع الثاني · الربع الثالث · الربع الرابع               | 2019 الربع الأول · الربع الثاني · الربع الثالث · الربع الرابع               |
| العقد الثالث من القرن 21                                                    |                                                                             |                                                                             |                                                                             |                                                                             |                                                                             |                                                                             |                                                                             |                                                                             |                                                                             |
| 2020 الربع الأول · الربع الثاني · الربع الثالث · الربع الرابع               | 2021 الربع الأول · الربع الثاني · الربع الثالث · الربع الرابع               | 2022 الربع الأول · الربع الثاني · الربع الثالث · الربع الرابع               | 2023 الربع الأول · الربع الثاني · الربع الثالث · الربع الرابع               | 2024 الربع الأول · الربع الثاني · الربع الثالث · الربع الرابع               | 2025 الربع الأول · الربع الثاني · الربع الثالث · الربع الرابع               |                                                                             |                                                                             |                                                                             |                                                                             |

## المفتاح
| الفئات      | القيمة المالية |
| بطولات W100 | $100,000       |
| بطولات W75  | $75,000        |
| بطولات W50  | $50,000        |
| بطولات W25  | $25,000        |
| بطولات W10  | $10,000        |

## أبريل
| الأسبوع  | البطولة | الفائزات                                                | الوصيفات                                  | المتأهلات لنصف النهائي                     | المتأهلات لربع النهائي                                                      |
| -------- | --- | ------------------------------------------------------- | ----------------------------------------- | ------------------------------------------ | --------------------------------------------------------------------------- |
| 5 أبريل  | العين السخنة-السويس، مصر ملعب ترابي $10،000 جدول المباريات الفردية – جدول المباريات الزوجية                                                    | مارتا سيروتكينا 6–3 6–1                                 | إيكاترين جورجودزي                         | كسينيا ألكان تاتيا ميكادزي                 | لوسي كريجسمانوفا مارجيت رتل صوفيا كفاتسابايا بوجاشري فنكاتشا                |
| 5 أبريل  | العين السخنة-السويس، مصر ملعب ترابي $10،000 جدول المباريات الفردية – جدول المباريات الزوجية                                                    | آنا برازنيكوفا مارتا سيروتكينا 6–3 6–3                  | أودري برغوت شانيل سيموندز                 | كسينيا ألكان تاتيا ميكادزي                 | لوسي كريجسمانوفا مارجيت رتل صوفيا كفاتسابايا بوجاشري فنكاتشا                |
| 5 أبريل  | تورهاوت، بلجيكا ملعب صلب 50٬000 دولار جدول المباريات الفردية – جدول المباريات الزوجية                                                          | منى بارثل 2–6 6–4 6–2                                   | ريبيكا مارينو                             | بويانا يوفانوفسكي آن كيوثافونج             | كاتي أوبراين كاثرن ويرلي فاليري تترولت آنا سميث                             |
| 5 أبريل  | تورهاوت، بلجيكا ملعب صلب 50٬000 دولار جدول المباريات الفردية – جدول المباريات الزوجية                                                          | منى بارثل جوستين أوزجا 7–5 6–2                          | هانا بيرنروفا إيكاترينا بيشكوفا           | بويانا يوفانوفسكي آن كيوثافونج             | كاتي أوبراين كاثرن ويرلي فاليري تترولت آنا سميث                             |
| 5 أبريل  | جبت بكة، إيطاليا ملعب ترابي $25،000 جدول المباريات الفردية – جدول المباريات الزوجية                                                            | ريناتا فوراكوفا 6–3 6–3                                 | آنا فلوريس                                | يوليا شروف داريا كوستوفا                   | سوزانا أوندراسكوفا ماريت أني فيديريكا كويرسيا ليانا أنجور                   |
| 5 أبريل  | جبت بكة، إيطاليا ملعب ترابي $25،000 جدول المباريات الفردية – جدول المباريات الزوجية                                                            | داريا كوستوفا ريناتا فوراكوفا 7–5 7–5                   | ماريت أني إيرينا بورياتشوك                | يوليا شروف داريا كوستوفا                   | سوزانا أوندراسكوفا ماريت أني فيديريكا كويرسيا ليانا أنجور                   |
| 5 أبريل  | إنتشون، كوريا الجنوبية ملعب صلب $25،000 جدول المباريات الفردية – جدول المباريات الزوجية                                                        | لي جين-آ 6–4 6–2                                        | ايرينا كاميليا باغو                       | ميساكي دوي كيم سو جونغ                     | تشانغ لينغ سالي بيرز ريوكو فودا كريستينا بليسكوفا                           |
| 5 أبريل  | إنتشون، كوريا الجنوبية ملعب صلب $25،000 جدول المباريات الفردية – جدول المباريات الزوجية                                                        | ايرينا كاميليا باغو إريكا سما 6–0 7–6(8)                | ميساكي دوي جونري ناميجاتا                 | ميساكي دوي كيم سو جونغ                     | تشانغ لينغ سالي بيرز ريوكو فودا كريستينا بليسكوفا                           |
| 5 أبريل  | جاكسون (مسيسيبي)، الولايات المتحدة ملعب ترابي $25،000 جدول المباريات الفردية – جدول المباريات الزوجية                                          | ميرجانا لوتشيتش 7–5 6–3                                 | جيمي هامبتون                              | كلير دي جوبيرناتيس لورا سيجموند            | ماريا إيروغيين هيذر واتسون أشا رول أجلا توملجانوفيتش                        |
| 5 أبريل  | جاكسون (مسيسيبي)، الولايات المتحدة ملعب ترابي $25،000 جدول المباريات الفردية – جدول المباريات الزوجية                                          | ماريا فرناندا ألفيس آنا كلارا دوارتي 6–4 3–6 [10–5]     | ماريا إيروغيين فلورنسيا مولينيرو          | كلير دي جوبيرناتيس لورا سيجموند            | ماريا إيروغيين هيذر واتسون أشا رول أجلا توملجانوفيتش                        |
| 5 أبريل  | هفار، كرواتيا ملعب ترابي $10،000 جدول المباريات الفردية – جدول المباريات الزوجية                                                               | مادالينا جوجنيا 6–4 6–4                                 | إما برجيتش بوكو                           | ستيفاني فوجت زسوفيا ميكو                   | ألكسندرا داماسكين سيمونا دوبرا إليسا بالسامو مارتينا كاتشيوتي               |
| 5 أبريل  | هفار، كرواتيا ملعب ترابي $10،000 جدول المباريات الفردية – جدول المباريات الزوجية                                                               | مارلوت ميدينز نيكول تايسن 6–4 6–1                       | ليوني ميكل ستيفاني فوجت                   | ستيفاني فوجت زسوفيا ميكو                   | ألكسندرا داماسكين سيمونا دوبرا إليسا بالسامو مارتينا كاتشيوتي               |
| 5 أبريل  | نينغبو، الصين ملعب صلب $10،000 جدول المباريات الفردية – جدول المباريات الزوجية                                                                 | تيان ران 6–2 6–3                                        | تشينغ سيساي                               | دوان ينغينغ تشانغ كيلين                    | تشو زيان لي تينغ قوه لو تشو لين                                             |
| 5 أبريل  | نينغبو، الصين ملعب صلب $10،000 جدول المباريات الفردية – جدول المباريات الزوجية                                                                 | وانغ يافان يانغ زاوكسوان 1–6 6–2 [10–4]                 | لو جيا شيانغ يانغ تسي جون                 | دوان ينغينغ تشانغ كيلين                    | تشو زيان لي تينغ قوه لو تشو لين                                             |
| 12 أبريل | سان سيفيرو، إيطاليا ملعب ترابي $10،000 الجدول المباريات الفرديةة – جدول المباريات الزوجية                                                      | ميلانا شپريمو 2–6 6–3 7–5                               | إريكا زانشيتا                             | إيريس خانا مارتينا دي جوزيبي               | أنجيليك فان دير ميت فيفيان فيرين دالينا ياكوبوفيتش فيديريكا كويرشيا         |
| 12 أبريل | سان سيفيرو، إيطاليا ملعب ترابي $10،000 الجدول المباريات الفرديةة – جدول المباريات الزوجية                                                      | جويا باربييري أناستازيا جريمالسكا 4–6 6–2 [11–9]        | كارينا بيمكينا مارينا شامايكو             | إيريس خانا مارتينا دي جوزيبي               | أنجيليك فان دير ميت فيفيان فيرين دالينا ياكوبوفيتش فيديريكا كويرشيا         |
| 12 أبريل | بول، كرواتيا ملعب ترابي $10،000 الجدول المباريات الفرديةة – جدول المباريات الزوجية                                                             | ديجانا بانوفيتش 6–3 7–6(5)                              | سيندي تشالا                               | ألكسندرا كادانتسو ميتا ميزاك               | ستيفاني فوجت أليز ليم رومانا تاباك سيلفيا نجيريتش                           |
| 12 أبريل | بول، كرواتيا ملعب ترابي $10،000 الجدول المباريات الفرديةة – جدول المباريات الزوجية                                                             | ألكسندرا كادانتسو ألكسندرا داماشين 6–2 1–6 [10–5]       | شانتال شكاملوفا رومانا تاباك              | ألكسندرا كادانتسو ميتا ميزاك               | ستيفاني فوجت أليز ليم رومانا تاباك سيلفيا نجيريتش                           |
| 12 أبريل | آستانا، كازاخستان ملعب صلب $10،000 جدول المباريات الفردية – جدول المباريات الزوجية                                                             | مانانا شاباكيدزه 6–7(4) 6–1 6–4                         | داريا كوتشمينا                            | ليزا ويبورن يوجينيا باشكوفا                | ديانا أروتيونوفا ماريا زاركوفا آنا رابوبورت ألكسندرا أرتامونوفا             |
| 12 أبريل | آستانا، كازاخستان ملعب صلب $10،000 جدول المباريات الفردية – جدول المباريات الزوجية                                                             | يوجينيا باشكوفا ماريا زاركوفا 6–0 6–1                   | ألكسندرا أرتامونوفا كريستينا كازيموفا     | ليزا ويبورن يوجينيا باشكوفا                | ديانا أروتيونوفا ماريا زاركوفا آنا رابوبورت ألكسندرا أرتامونوفا             |
| 12 أبريل | سوويتو أوبن جوهانسبرغ، جنوب أفريقيا ملعب صلب $100،000+H جدول المباريات الفردية – جدول المباريات الزوجية                                        | نينا براتشيكوفا 7–5 7–6(2)                              | تامارين تاناسوجارن                        | جارميلا جروث ماندي مينلا                   | إيلينا بالتاتشا ستيفاني دوبوا ماريا كوريتسيفا باتريشيا ماير                 |
| 12 أبريل | سوويتو أوبن جوهانسبرغ، جنوب أفريقيا ملعب صلب $100،000+H جدول المباريات الفردية – جدول المباريات الزوجية                                        | فيتاليا دياتشينكو إيريني جورجاتو 6–3 5–7 [16–14]        | مارينا إراكوفيتش تامارين تاناسوجارن       | جارميلا جروث ماندي مينلا                   | إيلينا بالتاتشا ستيفاني دوبوا ماريا كوريتسيفا باتريشيا ماير                 |
| 12 أبريل | أوسبري، فلوريدا، الولايات المتحدة ملعب ترابي $25،000 جدول المباريات الفردية – جدول المباريات الزوجية                                           | جيمي هامبتون 6–1 6–3                                    | فلورنسيا مولينيرو                         | بياتريس كابرا تامارين هندلر                | أوجيني بوشار تتيانا لوزانسكا جورجيلينا كرافيرو ماريا إيروغيين               |
| 12 أبريل | أوسبري، فلوريدا، الولايات المتحدة ملعب ترابي $25،000 جدول المباريات الفردية – جدول المباريات الزوجية                                           | ماريا إيروغيين فلورنسيا مولينيرو 6–1 7–6(3)             | ماديسون برينجل آسيا محمد                  | بياتريس كابرا تامارين هندلر                | أوجيني بوشار تتيانا لوزانسكا جورجيلينا كرافيرو ماريا إيروغيين               |
| 12 أبريل | جيمهاي، كوريا الجنوبية ملعب صلب $25،000 جدول المباريات الفردية – جدول المباريات الزوجية                                                        | تشان يونغ جان 6–2 6–1                                   | إيرينا بافلوفيتش                          | جونري ناميجاتا ريوكو فودا                  | كيم نا ري أناييس لاوريندون لي سو را تتيانا أريفيفا                          |
| 12 أبريل | جيمهاي، كوريا الجنوبية ملعب صلب $25،000 جدول المباريات الفردية – جدول المباريات الزوجية                                                        | تشانغ كيونغ مي لي جين آه 1–6 6–4 [10–8]                 | ميساكي دوي جونري ناميجاتا                 | جونري ناميجاتا ريوكو فودا                  | كيم نا ري أناييس لاوريندون لي سو را تتيانا أريفيفا                          |
| 12 أبريل | القاهرة، مصر ملعب ترابي $25،000 جدول المباريات الفردية – جدول المباريات الزوجية                                                                | ريناتا فوراكوفا 6–3 6–4                                 | أودري برغوت                               | ليانا أنجور ماتيلد يوهانسون                | بيترا سيتكوفسكا ماريا تيريزا تورو فلور تادجا ماجريتش إيفلين ماير            |
| 12 أبريل | القاهرة، مصر ملعب ترابي $25،000 جدول المباريات الفردية – جدول المباريات الزوجية                                                                | إيفا بيرنروفا ريناتا فوراكوفا 7–6(4) 6–4                | كسينيا ميليفسكايا لينكا وينروفا           | ليانا أنجور ماتيلد يوهانسون                | بيترا سيتكوفسكا ماريا تيريزا تورو فلور تادجا ماجريتش إيفلين ماير            |
| 12 أبريل | تيسينديرلو، بلجيكا ملعب ترابي $25،000 جدول المباريات الفردية – جدول المباريات الزوجية                                                          | نيكولا جوير 4–6 6–2 6–3                                 | رومينا أوبراندي                           | آنا فرلجيتش بيبيان ويجيرس                  | ييرا كامبوس مولينا أوكسانا ليوبتسوفا كارلا مراز صوفي أوين                   |
| 12 أبريل | تيسينديرلو، بلجيكا ملعب ترابي $25،000 جدول المباريات الفردية – جدول المباريات الزوجية                                                          | مجدالينا كيزجينسكا إيما لين 6–4 6–1                     | أولغا بروزدا باربارا سوباسكييفيتش         | آنا فرلجيتش بيبيان ويجيرس                  | ييرا كامبوس مولينا أوكسانا ليوبتسوفا كارلا مراز صوفي أوين                   |
| 19 أبريل | 2010 دوثان برو كلاسيك دوثان، الولايات المتحدة ملعب ترابي $50،000 جدول المباريات الفردية – جدول المباريات الزوجية                               | إدينا جالوفيتز 1–6 4–6                                  | أناستاسيا ياكيموفا                        | لورا روبسون أبيغيل سبيرز                   | صوفي فيرغسون يفجينيا رودينا جيمي هامبتون فارفارا ليبتشينكو                  |
| 19 أبريل | 2010 دوثان برو كلاسيك دوثان، الولايات المتحدة ملعب ترابي $50،000 جدول المباريات الفردية – جدول المباريات الزوجية                               | إلينا جيدكوفا أناستاسيا ياكيموفا 4–6 2–6                | ماريا إيروغيين تيودورا ميرسك              | لورا روبسون أبيغيل سبيرز                   | صوفي فيرغسون يفجينيا رودينا جيمي هامبتون فارفارا ليبتشينكو                  |
| 19 أبريل | باري، إيطاليا ملعب ترابي $25،000 جدول المباريات الفردية – جدول المباريات الزوجية                                                               | كريستينا كوكوفا 4–6 2–6                                 | سوزانا أوندراسكوفا                        | جوليا جاتو مونتيكوني أناستازيا بيفوفاروفا  | آنا فلوريس إيفا بيرنروفا إيرينا كوريا نوفيتش ستيفاني فريتز                  |
| 19 أبريل | باري، إيطاليا ملعب ترابي $25،000 جدول المباريات الفردية – جدول المباريات الزوجية                                                               | إيرينا بورياتشوك أناستازيا بيفوفاروفا 7–6(3) 4–6 [4–10] | جوليا جاتو مونتيكوني فيديريكا كويريكا     | جوليا جاتو مونتيكوني أناستازيا بيفوفاروفا  | آنا فلوريس إيفا بيرنروفا إيرينا كوريا نوفيتش ستيفاني فريتز                  |
| 19 أبريل | تشانغوون، كوريا الجنوبية ملعب صلب $25،000 جدول المباريات الفردية – جدول المباريات الزوجية                                                      | لي جين أ 6–3 4–6 2–6                                    | شو يفيان                                  | كم سو جونغ هيش سو وي                       | كيم كون هي ميلاني ساوث لي يي را ميساكي دوي                                  |
| 19 أبريل | تشانغوون، كوريا الجنوبية ملعب صلب $25،000 جدول المباريات الفردية – جدول المباريات الزوجية                                                      | تشانج كيونغ مي لي جين ا 5–7 6–3 10–8                    | ميساكي دوي جونري ناميجاتا                 | كم سو جونغ هيش سو وي                       | كيم كون هي ميلاني ساوث لي يي را ميساكي دوي                                  |
| 19 أبريل | تورنت، إسبانيا ملعب ترابي $10،000 جدول المباريات الفردية – جدول المباريات الزوجية                                                              | مونيكا بويغ 3–6 6–1 6–2                                 | نانولي بيبيا                              | بيلار دومينغيز لوبيز ماجدا لينيت           | شيلا سولسونا كارساسونا أماندا كاريراس كريستينا ستانكو لوسيا باز مونتياغودو  |
| 19 أبريل | تورنت، إسبانيا ملعب ترابي $10،000 جدول المباريات الفردية – جدول المباريات الزوجية                                                              | بنديتا دافاتتو يفغينيا كريفوروتشكو Walkover             | نوريا باريزاس دياز شيلا سولسونا كارساسونا | بيلار دومينغيز لوبيز ماجدا لينيت           | شيلا سولسونا كارساسونا أماندا كاريراس كريستينا ستانكو لوسيا باز مونتياغودو  |
| 19 أبريل | شيبينيك، كرواتيا ملعب ترابي $10،000 جدول المباريات الفردية – جدول المباريات الزوجية                                                            | مادالينا جوجنيا 6–2 6–1                                 | كوني بيرين                                | ليوني ميكل دييانا بانوفيتش                 | سارة-ريبيكا سيكوليتش زوزانا زلوتشوفا جاسمينا كاجتازوفيتش إنديري أكيكي       |
| 19 أبريل | شيبينيك، كرواتيا ملعب ترابي $10،000 جدول المباريات الفردية – جدول المباريات الزوجية                                                            | ألكسندرا كادانتو داليا زافيروفا 6–2 6–3                 | مارينا أبراموفيتش (تنس) مادالينا غوجنيا   | ليوني ميكل دييانا بانوفيتش                 | سارة-ريبيكا سيكوليتش زوزانا زلوتشوفا جاسمينا كاجتازوفيتش إنديري أكيكي       |
| 19 أبريل | ألماتي، كازاخستان ملعب صلب $10،000 جدول المباريات الفردية – جدول المباريات الزوجية                                                             | كسينيا ألكان 7–5 4–6 6–4                                | إيفجينيا باشكوفا                          | داريا كوكمينا مانانا شباكيدزه              | ألكسندرا كوليسنيتشينكو أناستاسيا برنكو فيكتوريا يميليانافا ديانا أروتيونوفا |
| 19 أبريل | ألماتي، كازاخستان ملعب صلب $10،000 جدول المباريات الفردية – جدول المباريات الزوجية                                                             | إيفجينيا باشكوفا ماريا زاركوفا 3–6 7–6(9) [10–7]        | كسينيا ألكان أناستاسيا برنكو              | داريا كوكمينا مانانا شباكيدزه              | ألكسندرا كوليسنيتشينكو أناستاسيا برنكو فيكتوريا يميليانافا ديانا أروتيونوفا |
| 19 أبريل | ميه، اليابان سجاد $10،000 جدول المباريات الفردية – جدول المباريات الزوجية                                                                      | ساتشي إيشيزو 6–0 6–4                                    | يومي ناكانو                               | يورينا كوشينو إيمي موتاغوتشي               | ماري تاناكا لو جيا-جينغ يوكي تاناكا كازوسا إيتو                             |
| 19 أبريل | ميه، اليابان سجاد $10،000 جدول المباريات الفردية – جدول المباريات الزوجية                                                                      | يورينا كوشينو ميكي ميامرا 6–4 7–6(7)                    | ميابي إينو آيكو يوشيتومي                  | يورينا كوشينو إيمي موتاغوتشي               | ماري تاناكا لو جيا-جينغ يوكي تاناكا كازوسا إيتو                             |
| 19 أبريل | بوزا ريكا، المكسيك ملعب صلب $25،000 جدول المباريات الفردية – جدول المباريات الزوجية                                                            | لورين ألبانيز 6–4 6–1                                   | جوليا كوهين                               | ميلاني كلافنير ماريا فرناندا ألفاريز تيران | فيفيان سغنيني يانا كوروليفا لينا ليتفاك كاتي روكيرت                         |
| 19 أبريل | بوزا ريكا، المكسيك ملعب صلب $25،000 جدول المباريات الفردية – جدول المباريات الزوجية                                                            | لورين ألبانيز جوليا كوهين 6–3 7–6(6)                    | ماكال هاركينز فيفيان سغنيني               | ميلاني كلافنير ماريا فرناندا ألفاريز تيران | فيفيان سغنيني يانا كوروليفا لينا ليتفاك كاتي روكيرت                         |
| 26 أبريل | كاني سور مير، فرنسا ملعب صلب $100،000+H جدول المباريات الفردية – جدول المباريات الزوجية                                                        | كايا كانيبي 6–3 6–2                                     | ماشا زيك بشكيريتش                         | كريستينا بارويس لورديس دومينغيز لينو       | ياروسلافا شفيدوفا كارولين غارسيا أرانتشا روس أناستازيا سيفاستوفا            |
| 26 أبريل | كاني سور مير، فرنسا ملعب صلب $100،000+H جدول المباريات الفردية – جدول المباريات الزوجية                                                        | ميرفانا يوجيتش سالكيتش داريا يوراك 0–6 6–2 [10–5]       | ستيفاني كوهين ألورو كريستينا ملادينوفيتش  | كريستينا بارويس لورديس دومينغيز لينو       | ياروسلافا شفيدوفا كارولين غارسيا أرانتشا روس أناستازيا سيفاستوفا            |
| 26 أبريل | غيفو، اليابان ملعب صلب $50،000 جدول المباريات الفردية – جدول المباريات الزوجية                                                                 | كارولينا بلسكوفا 6–3 3–6 6–3                            | سان شنجنان                                | تتيانا أريفيفا كريستينا بليسكوفا           | توموكو يونيمورا ريوكو فودا ميساكي دوي ريماي تزوكا                           |
| 26 أبريل | غيفو، اليابان ملعب صلب $50،000 جدول المباريات الفردية – جدول المباريات الزوجية                                                                 | إريكا سما توموكو يونيمورا 6–3 2–6 [10–7]                | كسينيا ليكينا ميلاني ساوث                 | تتيانا أريفيفا كريستينا بليسكوفا           | توموكو يونيمورا ريوكو فودا ميساكي دوي ريماي تزوكا                           |
| 26 أبريل | بويد تينسلي 2010 للنساء ملعب ترابي كورت كلاسيك شارلوتسفيل، الولايات المتحدة ملعب ترابي $50،000 جدول المباريات الفردية – جدول المباريات الزوجية | ميكايلا كرايتشيك 6–2 6–4                                | لورا سيجموند                              | أناستاسيا ياكيموفا أرينا روديونوفا         | ماديسون برينجل لورا روبسون ليليا أوسترلوه ليندساي لي ووترز                  |
| 26 أبريل | بويد تينسلي 2010 للنساء ملعب ترابي كورت كلاسيك شارلوتسفيل، الولايات المتحدة ملعب ترابي $50،000 جدول المباريات الفردية – جدول المباريات الزوجية | جولي ديتي كارلي جوليكسون 6–4 6–3                        | ألكسندرا مولر أشا رول                     | أناستاسيا ياكيموفا أرينا روديونوفا         | ماديسون برينجل لورا روبسون ليليا أوسترلوه ليندساي لي ووترز                  |
| 26 أبريل | بريشا، إيطاليا ملعب ترابي $25،000 جدول المباريات الفردية – جدول المباريات الزوجية                                                              | نايومي كافاداي 6–2 6–4                                  | أندريا هلافاتشكوفا                        | ستيفاني فريتز آنا كورزينياك                | آنا ريموندينا هان زينيون أناستازيا بيفوفاروفا سوزانا أوندراسكوفا            |
| 26 أبريل | بريشا، إيطاليا ملعب ترابي $25،000 جدول المباريات الفردية – جدول المباريات الزوجية                                                              | نايومي كافاداي أناستازيا بيفوفاروفا 6–3 6–7(5) [10–8]   | إيرينا كوريا نوفيتش فاليريا سافينيخ       | ستيفاني فريتز آنا كورزينياك                | آنا ريموندينا هان زينيون أناستازيا بيفوفاروفا سوزانا أوندراسكوفا            |
| 26 أبريل | إبسويتش، أستراليا ملعب ترابي $25،000 جدول المباريات الفردية – جدول المباريات الزوجية                                                           | سالي بيرز 6–4 6–3                                       | صوفي ليتشر                                | كارولينا ولوداركزاك لورين ألبانيز          | شانون جولدز بوجانا بوبوسيك آملين ستار ميكي ميامرا                           |
| 26 أبريل | إبسويتش، أستراليا ملعب ترابي $25،000 جدول المباريات الفردية – جدول المباريات الزوجية                                                           | مو كاواتوكو ميكي ميامرا 6–4 4–6 [10–5]                  | إيزابيلا هولاند سالي بيرز                 | كارولينا ولوداركزاك لورين ألبانيز          | شانون جولدز بوجانا بوبوسيك آملين ستار ميكي ميامرا                           |
| 26 أبريل | فيك، إسبانيا ملعب ترابي $10،000 جدول المباريات الفردية – جدول المباريات الزوجية                                                                | إيزابيل رابيساردا كالفو 6–3 7–5                         | لورا أباولازا ميراديفيلا                  | ميهايلا بوزارنيسكو أناليزا بونا            | ماجدا لينيت إليكسان لوكيميا كارينا بيمكينا فيكتوريا لارير                   |
| 26 أبريل | فيك، إسبانيا ملعب ترابي $10،000 جدول المباريات الفردية – جدول المباريات الزوجية                                                                | ميهايلا بوزارنيسكو كريستينا ستانكو 7–5 3–6 [10–7]       | أولغا بروزدا باربارا سوباسكيفيتش          | ميهايلا بوزارنيسكو أناليزا بونا            | ماجدا لينيت إليكسان لوكيميا كارينا بيمكينا فيكتوريا لارير                   |
| 26 أبريل | بورنموث، المملكة المتحدة ملعب ترابي $10،000 جدول المباريات الفردية – جدول المباريات الزوجية                                                    | رومانا تاباك 6–1 6–7(7) 7–6(7)                          | ليزا ويبورن                               | فرانسيسكا ستيفنسون أودري برغوت             | باتريشيا ساندوسكا أليس بالدوتشي تارا مور لوسي براون                         |
| 26 أبريل | بورنموث، المملكة المتحدة ملعب ترابي $10،000 جدول المباريات الفردية – جدول المباريات الزوجية                                                    | أليس بالدوتشي مارتينا كاتشيوتي 6–4 6–3                  | ألكسندرا كانيزارو جيسيكا رين              | فرانسيسكا ستيفنسون أودري برغوت             | باتريشيا ساندوسكا أليس بالدوتشي تارا مور لوسي براون                         |
| 26 أبريل | أنطاليا، تركيا ملعب ترابي $10،000 جدول المباريات الفردية – جدول المباريات الزوجية                                                              | أنس جابر 2–1، retired                                   | ساندرا زانيوسكا                           | فيكتوريا كامنسكايا مارتينا كوبيشيكوفا      | ناديا كيتشينوك زوزانا زلوخوفا مارسيلا كوك دانيل هارمسن                      |
| 26 أبريل | أنطاليا، تركيا ملعب ترابي $10،000 جدول المباريات الفردية – جدول المباريات الزوجية                                                              | بيمرا أوزجن ساندرا زانيوسكا 6–1 6–2                     | إنديرة أكيكي مارتينا كوبيشيكوفا           | فيكتوريا كامنسكايا مارتينا كوبيشيكوفا      | ناديا كيتشينوك زوزانا زلوخوفا مارسيلا كوك دانيل هارمسن                      |
| 26 أبريل | غيمتشون، كوريا الجنوبية ملعب صلب $25،000 جدول المباريات الفردية – جدول المباريات الزوجية                                                       | كيم نا-ري 6–2 7–5                                       | لي يه-را                                  | كيم كون-هي هسو وين-هسين                    | لينغ تشانغ فيرونيكا كابشاي استيل جيسارد لي جين-أ                            |
| 26 أبريل | غيمتشون، كوريا الجنوبية ملعب صلب $25،000 جدول المباريات الفردية – جدول المباريات الزوجية                                                       | تشانغ كيونغ-مي لي جين-أ 7–5 6–3                         | كيم كون-هي يو مين-هوا                     | كيم كون-هي هسو وين-هسين                    | لينغ تشانغ فيرونيكا كابشاي استيل جيسارد لي جين-أ                            |

## مايو
| الأسبوع | البطولة | الفائزات                                        | الوصيفات                                       | المتأهلات لنصف النهائي                  | المتأهلات لربع النهائي                                                                  |
| ------- | --- | ----------------------------------------------- | ---------------------------------------------- | --------------------------------------- | --------------------------------------------------------------------------------------- |
| 3 مايو  | جونيه، لبنان ملعب ترابي $50،000+H جدول المباريات الفردية – جدول المباريات الزوجية                                                                   | باتريسيا ماير 6–3 6–7(3) 7–6(7)                 | ريناتا فوراكوفا                                | سوزانا كاتشوفا ناتالي بيكيون            | ماريا كوريتسيفا كسينيا بيرفاك إيفا بيرنروفا لينكا جريكوفا                               |
| 3 مايو  | جونيه، لبنان ملعب ترابي $50،000+H جدول المباريات الفردية – جدول المباريات الزوجية                                                                   | بيترا سيتكوفسكا ريناتا فوراكوفا 6–4 6–2         | كسينيا ميليفسكايا لسيا تسورينكو                | سوزانا كاتشوفا ناتالي بيكيون            | ماريا كوريتسيفا كسينيا بيرفاك إيفا بيرنروفا لينكا جريكوفا                               |
| 3 مايو  | 2010 MIMA Foundation USTA Pro Tennis Classic إنديان هاربر بيتش، الولايات المتحدة ملعب ترابي $50،000 جدول المباريات الفردية – جدول المباريات الزوجية | إدينا جالوفيتز 2–6 6–3 6–4                      | شيلبي روجرز                                    | أنستاسيا ياكيموفا جوليا بوسوروب         | جوانا كونتا ميرجانا لوتشيتش ميكايلا كرايتشيك ألكسندرا ستيفنسون                          |
| 3 مايو  | 2010 MIMA Foundation USTA Pro Tennis Classic إنديان هاربر بيتش، الولايات المتحدة ملعب ترابي $50،000 جدول المباريات الفردية – جدول المباريات الزوجية | كريستينا فوسانو كورتني ناغل 6–3 7–6(4)          | جولي ديتي كارلي جوليكسون                       | أنستاسيا ياكيموفا جوليا بوسوروب         | جوانا كونتا ميرجانا لوتشيتش ميكايلا كرايتشيك ألكسندرا ستيفنسون                          |
| 3 مايو  | فوكوكا، اليابان سجاد $50،000 جدول المباريات الفردية – جدول المباريات الزوجية                                                                        | جونري ناميجاتا 6–1 6–2                          | نيكولا هوفمانوفا                               | ألكسندرا بانوفا شيهو أكيتا              | ريوكو فودا كسينيا ليكينا ريكا فوجيوارا إلين باري                                        |
| 3 مايو  | فوكوكا، اليابان سجاد $50،000 جدول المباريات الفردية – جدول المباريات الزوجية                                                                        | ميساكي دوي كوتومي تاكاهاتا 6–4 6–4              | مارينا إراكوفيتش ألكسندرا بانوفا               | ألكسندرا بانوفا شيهو أكيتا              | ريوكو فودا كسينيا ليكينا ريكا فوجيوارا إلين باري                                        |
| 3 مايو  | ريو دي جانيرو، البرازيل ملعب ترابي $25،000 جدول المباريات الفردية – جدول المباريات الزوجية                                                          | بيانكا بوتو 6–2 1–6 6–4                         | أوليفيا سانشيز                                 | فلورنسيا مولينيرو مارينا زانيفسكا       | آنا كلارا دوارتي أماندا كاريراس ماريا تيريزا تورو فلور كارلا لوسيرو                     |
| 3 مايو  | ريو دي جانيرو، البرازيل ملعب ترابي $25،000 جدول المباريات الفردية – جدول المباريات الزوجية                                                          | بيانكا بوتو أماندا كاريراس 3–6 6–4 [10–8]       | ماريا فرناندا ألفاريز تيران أندريا كليباك      | فلورنسيا مولينيرو مارينا زانيفسكا       | آنا كلارا دوارتي أماندا كاريراس ماريا تيريزا تورو فلور كارلا لوسيرو                     |
| 3 مايو  | بوندابيرغ، أستراليا ملعب ترابي $25،000 جدول المباريات الفردية – جدول المباريات الزوجية                                                              | ناتسومي هامامورا 6–0 6–4                        | سالي بيرز                                      | جيسيكا مور ماريا ميركوفيتش              | صوفي ليتشر ماري إينو تامي باترسون شانون جولدز                                           |
| 3 مايو  | بوندابيرغ، أستراليا ملعب ترابي $25،000 جدول المباريات الفردية – جدول المباريات الزوجية                                                              | ماريا ميركوفيتش جيسيكا مور 6–3 1–6 [10–7]       | فيكتوريا راجيسيك آملين ستار                    | جيسيكا مور ماريا ميركوفيتش              | صوفي ليتشر ماري إينو تامي باترسون شانون جولدز                                           |
| 3 مايو  | فلورنسا، إيطاليا ملعب ترابي $25،000 جدول المباريات الفردية – جدول المباريات الزوجية                                                                 | ليانا أنجور 6–3 7–5                             | بولينا بيخوفا                                  | مارجاليتا تشاخناشفيلي آنا ريموندينا     | أناستازيا بيفوفاروفا ميلانا شْبْ ريمو ماريت أني إيفلين ماير                               |
| 3 مايو  | فلورنسا، إيطاليا ملعب ترابي $25،000 جدول المباريات الفردية – جدول المباريات الزوجية                                                                 | ماريت أني يوليا شروف 6–3 6–4                    | لو جينغجينغ بولينا بيخوفا                      | مارجاليتا تشاخناشفيلي آنا ريموندينا     | أناستازيا بيفوفاروفا ميلانا شْبْ ريمو ماريت أني إيفلين ماير                               |
| 3 مايو  | خاركيف، أوكرانيا ملعب صلب $25،000 جدول المباريات الفردية – جدول المباريات الزوجية                                                                   | تشالا بويوكاكاتشاي 6–4 6–1                      | ناتاليا أورلوفا                                | كاترينا كوزلوفا تادجا ماجريتش           | إيوجينيا باسخوفا صوفيا شاباتافا أوكسانا ليوبتسوفا فيرونيكا كابشاي                       |
| 3 مايو  | خاركيف، أوكرانيا ملعب صلب $25،000 جدول المباريات الفردية – جدول المباريات الزوجية                                                                   | ليودميلا كيتشينوك ناديا كيتشينوك 6–4 6–2        | كاترينا كوزلوفا يلينا سفيتولينا                | كاترينا كوزلوفا تادجا ماجريتش           | إيوجينيا باسخوفا صوفيا شاباتافا أوكسانا ليوبتسوفا فيرونيكا كابشاي                       |
| 3 مايو  | بادالونا، إسبانيا ملعب ترابي $10،000 جدول المباريات الفردية – جدول المباريات الزوجية                                                                | لارا أروابارينيا فيسينو 6–4 6–3                 | يفجينا كريفوروتشكو                             | أناليزا بونا مونيكا بويغ                | بينديتا دافاتيتو فالنتينا سولبيزيو أنجيليك فان دير ميت إليكسان ليتشيميا                 |
| 3 مايو  | بادالونا، إسبانيا ملعب ترابي $10،000 جدول المباريات الفردية – جدول المباريات الزوجية                                                                | أولغا بروزدا باربارا سوباسكيفيتش 6–1 6–4        | شايلا سولسونا كركاسونا ألينا سوليفان           | أناليزا بونا مونيكا بويغ                | بينديتا دافاتيتو فالنتينا سولبيزيو أنجيليك فان دير ميت إليكسان ليتشيميا                 |
| 3 مايو  | فيسبادن، ألمانيا ملعب ترابي $10،000 جدول المباريات الفردية – جدول المباريات الزوجية                                                                 | سكارليت ويرنر 5–7 6–2 6–4                       | إليز تامالا                                    | أفجستا تسيبشيبا إندير أكيكي             | ساندرا مارتينوفيتش ليندا بيرلينكا ناتاشا زوريتش يانا كابلوفا                            |
| 3 مايو  | فيسبادن، ألمانيا ملعب ترابي $10،000 جدول المباريات الفردية – جدول المباريات الزوجية                                                                 | باربارا بونيتش ناتاشا زوريتش 6–2 6–2            | كويرين ليموين مارلوت ميدنز                     | أفجستا تسيبشيبا إندير أكيكي             | ساندرا مارتينوفيتش ليندا بيرلينكا ناتاشا زوريتش يانا كابلوفا                            |
| 3 مايو  | إدنبرة، المملكة المتحدة ملعب ترابي $10،000 جدول المباريات الفردية – جدول المباريات الزوجية                                                          | تيميا بابوش 6–2 6–2                             | تارا مور                                       | يانا جاندوفا أليز ليم                   | آنا فيتزباتريك كارولينا بيلوت بيانكا كوتش ليزا ويبورن                                   |
| 3 مايو  | إدنبرة، المملكة المتحدة ملعب ترابي $10،000 جدول المباريات الفردية – جدول المباريات الزوجية                                                          | أماندا إليوت جوسلين ري 7–6(5) 6–4               | تيميا بابوش تارا مور                           | يانا جاندوفا أليز ليم                   | آنا فيتزباتريك كارولينا بيلوت بيانكا كوتش ليزا ويبورن                                   |
| 3 مايو  | تاراكان، إندونيسيا ملعب صلب $10،000 جدول المباريات الفردية – جدول المباريات الزوجية                                                                 | Zhang Ling 6–3 6–4                              | هو يوي يوي                                     | كاسامي هيسامي هان سونغ هي               | سابينا شاريبوفا نوبون ليرتشيواكارن نودنيدا لوانجنام لافينيا تانانتا                     |
| 3 مايو  | تاراكان، إندونيسيا ملعب صلب $10،000 جدول المباريات الفردية – جدول المباريات الزوجية                                                                 | أيو-فاني دامايانتي لافينيا تانانتا 6–4 7–5      | ليو وان تينغ ماري تاناكا                       | كاسامي هيسامي هان سونغ هي               | سابينا شاريبوفا نوبون ليرتشيواكارن نودنيدا لوانجنام لافينيا تانانتا                     |
| 10 مايو | 2010 أوبن جي دي إف سويز دي ميدي بيرينيه سانت-غودانس، فرنسا ملعب ترابي $50،000+H جدول المباريات الفردية – جدول المباريات الزوجية                     | كايا كانيبي 6–2 7–5                             | شواي تشانغ                                     | هان زينيون ستيفاني كوهين ألورو          | أوليفيا روجوفسكا ماريا إيروغيين إيرينا كورياانوفيتش يلينا تشالوفا                       |
| 10 مايو | 2010 أوبن جي دي إف سويز دي ميدي بيرينيه سانت-غودانس، فرنسا ملعب ترابي $50،000+H جدول المباريات الفردية – جدول المباريات الزوجية                     | كلير فويرشتاين ستيفاني فريتز 6–2 6–4            | أولغا سافتشوك أناستاسيا ياكيموفا               | هان زينيون ستيفاني كوهين ألورو          | أوليفيا روجوفسكا ماريا إيروغيين إيرينا كورياانوفيتش يلينا تشالوفا                       |
| 10 مايو | كورومي، فوكوكا، اليابان Carpet $50،000 جدول المباريات الفردية – جدول المباريات الزوجية                                                              | كريستينا بليسكوفا 5–7 6–2 6–0                   | كارولينا بلسكوفا                               | ساتشي إيشيزو سان شنجنان                 | ميلاني ساوث كم سو جونغ لي جين آ كوتومي تاكاتا                                           |
| 10 مايو | كورومي، فوكوكا، اليابان Carpet $50،000 جدول المباريات الفردية – جدول المباريات الزوجية                                                              | سان شنجنان شو يفيان 6–0 6–3                     | كارولينا بلسكوفا كريستينا بليسكوفا             | ساتشي إيشيزو سان شنجنان                 | ميلاني ساوث كم سو جونغ لي جين آ كوتومي تاكاتا                                           |
| 10 مايو | 2010 سبارتا براغ المفتوحة براغ، جمهورية التشيك ملعب ترابي $50،000 جدول المباريات الفردية – جدول المباريات الزوجية                                   | لوسي هراديكا 6–1 7–6(4)                         | أجلا توملجانوفيتش                              | كورينا دينتوني كسينيا بيرفاك            | بيترا سيتكوفسكا يلينا دوكيش ماشا زيك بشكيريتش ساندرا زاهلافوفا                          |
| 10 مايو | 2010 سبارتا براغ المفتوحة براغ، جمهورية التشيك ملعب ترابي $50،000 جدول المباريات الفردية – جدول المباريات الزوجية                                   | كسينيا ليكينا ماشا زيك بشكيريتش 6–3 6–4         | بيترا سيتكوفسكا إيفا هردينوفا                  | كورينا دينتوني كسينيا بيرفاك            | بيترا سيتكوفسكا يلينا دوكيش ماشا زيك بشكيريتش ساندرا زاهلافوفا                          |
| 10 مايو | 2010 بطولة المحترفات 50 ألف دولار رالي (كارولاينا الشمالية)، الولايات المتحدة ملعب ترابي $50،000 جدول المباريات الفردية – جدول المباريات الزوجية    | جوانا كونتا 6–2 5–7 6–4                         | ليندساي لي ووترز                               | ميرجانا لوتشيتش أليسون ريسك             | ستيفاني دوبوا أشا رول إلينا جيدكوفا كارلي جوليكسون                                      |
| 10 مايو | 2010 بطولة المحترفات 50 ألف دولار رالي (كارولاينا الشمالية)، الولايات المتحدة ملعب ترابي $50،000 جدول المباريات الفردية – جدول المباريات الزوجية    | كريستي آهن نيكول غيبس 6–3 6–2                   | ألكسندرا مولر أشا رول                          | ميرجانا لوتشيتش أليسون ريسك             | ستيفاني دوبوا أشا رول إلينا جيدكوفا كارلي جوليكسون                                      |
| 10 مايو | تانجونغ سلور، إندونيسيا ملعب صلب $25،000 جدول المباريات الفردية – جدول المباريات الزوجية                                                            | ميلاني كلافنير 6–3 7–6(1)                       | تشانغ لينغ                                     | دوان ينغينغ هان سونغ هي                 | نودنيدا لوانجنام ساندي جوموليا لافينيا تانانتا سابينا شاريبوفا                          |
| 10 مايو | تانجونغ سلور، إندونيسيا ملعب صلب $25،000 جدول المباريات الفردية – جدول المباريات الزوجية                                                            | ليو زانتيج تشانغ لينغ 7–6(5) 6–3                | نوبون ليرتشيواكارن جيسي رومبيس                 | دوان ينغينغ هان سونغ هي                 | نودنيدا لوانجنام ساندي جوموليا لافينيا تانانتا سابينا شاريبوفا                          |
| 10 مايو | ريو دي جانيرو، البرازيل ملعب ترابي $25،000 جدول المباريات الفردية – جدول المباريات الزوجية                                                          | أوليفيا سانشيز 6–4 6–3                          | بيانكا بوتو                                    | فرناندا هرمنغيلدو فلورنسيا مولينيرو     | روكسان فيسمبيرج ماريا فرناندا ألفيس ماريا تيريزا تورو فلور ميلين أرويو                  |
| 10 مايو | ريو دي جانيرو، البرازيل ملعب ترابي $25،000 جدول المباريات الفردية – جدول المباريات الزوجية                                                          | ماريا فرناندا ألفيس فلورنسيا مولينيرو 6–2 6–4   | ميلين أرويو فرناندا هرمنغيلدو                  | فرناندا هرمنغيلدو فلورنسيا مولينيرو     | روكسان فيسمبيرج ماريا فرناندا ألفيس ماريا تيريزا تورو فلور ميلين أرويو                  |
| 10 مايو | كزرتة، إيطاليا ملعب ترابي $25،000 جدول المباريات الفردية – جدول المباريات الزوجية                                                                   | رومينا أوبراندي 6–3 6–3                         | سلون ستيفنز                                    | إيرينا بافلوفيتش إيرينا بورياتشوك       | إستيل جيسارد كسينيا ألكان ليانا أنجور آنا ريموندينا                                     |
| 10 مايو | كزرتة، إيطاليا ملعب ترابي $25،000 جدول المباريات الفردية – جدول المباريات الزوجية                                                                   | إيكاترينا دزيهاليفيتش إيرينا بافلوفيتش 3–6 3–6  | نيكول كليريكو ريبيكا مارينو                    | إيرينا بافلوفيتش إيرينا بورياتشوك       | إستيل جيسارد كسينيا ألكان ليانا أنجور آنا ريموندينا                                     |
| 10 مايو | طرطوشة، إسبانيا ملعب ترابي $10،000 جدول المباريات الفردية – جدول المباريات الزوجية                                                                  | فيكتوريا لارير 5–7 6–4 4–6                      | أن صوفي ميستاتش                                | بينديتا دافاتيو صوفي أوين               | ناتاليا أورلوفا فاطمة العلمي أرابيلا فرناندز رابنر أليخاندرا سالا خوستي                 |
| 10 مايو | طرطوشة، إسبانيا ملعب ترابي $10،000 جدول المباريات الفردية – جدول المباريات الزوجية                                                                  | Camila Silva أفجوستا تسيبيشيفا 1–6 3–6          | مونتسيرات بلاسكو فرناندز أرابيلا فرناندز رابنر | بينديتا دافاتيو صوفي أوين               | ناتاليا أورلوفا فاطمة العلمي أرابيلا فرناندز رابنر أليخاندرا سالا خوستي                 |
| 17 مايو | كارويزاوا، اليابان سجاد $25،000 جدول المباريات الفردية – جدول المباريات الزوجية                                                                     | ناتسومي هامامورا 1–6 2–6                        | شو يفيان                                       | كوميكو إيجيما هسو ون هسين               | لي جين-أ أكيكو يونيمورا وانغ تشيانغ كيم سو جونغ                                         |
| 17 مايو | كارويزاوا، اليابان سجاد $25،000 جدول المباريات الفردية – جدول المباريات الزوجية                                                                     | أيومي أوكا أكيكو يونيمورا 7–6(1) 6–3            | سان شنجنان شو يفيان                            | كوميكو إيجيما هسو ون هسين               | لي جين-أ أكيكو يونيمورا وانغ تشيانغ كيم سو جونغ                                         |
| 17 مايو | خاركيف، أوكرانيا ملعب ترابي 25٬000 دولار جدول المباريات الفردية نسخة محفوظة 2020-09-20 على موقع واي باك مشين. – جدول المباريات الزوجية              | ليودميلا كيتشينوك 6–2 4–6 6–1                   | يلينا سفيتولينا                                | كاتيرينا كوزلوفا جانينا تولين           | إيلينا كوليكوفا تينا شيتشتل أليونا سوتنيكوفا ناديا كيتشينوك                             |
| 17 مايو | خاركيف، أوكرانيا ملعب ترابي 25٬000 دولار جدول المباريات الفردية نسخة محفوظة 2020-09-20 على موقع واي باك مشين. – جدول المباريات الزوجية              | كاترينا أفديينكو كسينيا ميليفسكايا 6–4 6–2      | ليودميلا كيتشينوك ناديا كيتشينوك               | كاتيرينا كوزلوفا جانينا تولين           | إيلينا كوليكوفا تينا شيتشتل أليونا سوتنيكوفا ناديا كيتشينوك                             |
| 17 مايو | موسكو، روسيا ملعب ترابي 25٬000 دولار جدول المباريات الفردية – جدول المباريات الزوجية                                                                | ألكسندرا كرونتش 6–4 4–6 6–2                     | ناتاليا ريجونكوفا                              | تادجا ماجريتش فيكتوريا كامنسكايا        | أوجوستا تسيبيشيفا يوجينيا باشكوفا فاليريا سولوفيفا داريا كوتشيمينا                      |
| 17 مايو | موسكو، روسيا ملعب ترابي 25٬000 دولار جدول المباريات الفردية – جدول المباريات الزوجية                                                                | آنا أرينا مارينكو إيكاترينا ياكوفليفا 6–2 6–2   | ألكسندرا كرونتش مارينا شامايكو                 | تادجا ماجريتش فيكتوريا كامنسكايا        | أوجوستا تسيبيشيفا يوجينيا باشكوفا فاليريا سولوفيفا داريا كوتشيمينا                      |
| 17 مايو | ريفولي، إيطاليا ملعب ترابي $10،000 جدول المباريات الفردية – جدول المباريات الزوجية                                                                  | نادية لالامي 6–4 6–2                            | فرديانا فيراردي                                | لارا ميشيل مارتينا جليداتشيفا           | فالنتينا سولبيزيو فانيسا هينكه ميلانا شبرامو أناليزا بونا                               |
| 17 مايو | ريفولي، إيطاليا ملعب ترابي $10،000 جدول المباريات الفردية – جدول المباريات الزوجية                                                                  | ستيفانيا تشيبا فالنتينا سولبيزيو 7–6(1) 6–1     | ستيفانيا فادابيني أليس موروني                  | لارا ميشيل مارتينا جليداتشيفا           | فالنتينا سولبيزيو فانيسا هينكه ميلانا شبرامو أناليزا بونا                               |
| 17 مايو | بوخارست، رومانيا ملعب ترابي $10،000 جدول المباريات الفردية – جدول المباريات الزوجية                                                                 | الكسندرا كادانتسو 6–2 6–4                       | ديانا بوزيان                                   | لاورا-يونا أندريه كريستينا ميتو         | أليس بالدوتشي ديسيسلافا ملادينوفا أن صوفي ميستاتش أيونيلا-أندريا أيوبا                  |
| 17 مايو | بوخارست، رومانيا ملعب ترابي $10،000 جدول المباريات الفردية – جدول المباريات الزوجية                                                                 | لاورا-يونا أندريه مادلينا جوجنيا 6–4 3–6 [10–7] | ديانا بوزيان كريستينا ميتو                     | لاورا-يونا أندريه كريستينا ميتو         | أليس بالدوتشي ديسيسلافا ملادينوفا أن صوفي ميستاتش أيونيلا-أندريا أيوبا                  |
| 17 مايو | سونتشانغ، كوريا الجنوبية ملعب صلب $10،000 جدول المباريات الفردية – جدول المباريات الزوجية                                                           | لي يي را 7–5 6–1                                | كيم نا ري                                      | يو مي يو مين هوا                        | تشان تشين وي تشانغ كيونغ مي هونغ هيون هوي كيم كون هي                                    |
| 17 مايو | سونتشانغ، كوريا الجنوبية ملعب صلب $10،000 جدول المباريات الفردية – جدول المباريات الزوجية                                                           | كيم كون هي يو مين هوا 6–7(5) 6–4 [10–4]         | تشانغ كيونغ مي لي يي را                        | يو مي يو مين هوا                        | تشان تشين وي تشانغ كيونغ مي هونغ هيون هوي كيم كون هي                                    |
| 17 مايو | ديربان، جنوب أفريقيا ملعب صلب $10،000 جدول المباريات الفردية – جدول المباريات الزوجية                                                               | شانيل سيموندز 6–1 6–4                           | بوجاشري فنكاتشا                                | مالو إجديسجارد زوزانا لينهوبا           | نيكول روتمان ناتاشا فوركلاس روشمي تشاكرافارتي دانئيلا سكيفيتي                           |
| 17 مايو | ديربان، جنوب أفريقيا ملعب صلب $10،000 جدول المباريات الفردية – جدول المباريات الزوجية                                                               | سانا بهامبري روشمي تشاكرافارتي 3–6 6–3 [10–4]   | تيجان إدواردز بيانكا سوانيبول                  | مالو إجديسجارد زوزانا لينهوبا           | نيكول روتمان ناتاشا فوركلاس روشمي تشاكرافارتي دانئيلا سكيفيتي                           |
| 17 مايو | لانديسفيل، بنسلفانيا، الولايات المتحدة ملعب صلب $10،000 جدول المباريات الفردية – جدول المباريات الزوجية                                             | ألكسندرا مولر 6–2 5–7 6–0                       | كايل مكفيليبس                                  | روبن أندرسون أنستاسيا خارشينكو          | إلين تساي أنجينلا جابويفا إليزابيث لامبكين يانا كوروليفا                                |
| 17 مايو | لانديسفيل، بنسلفانيا، الولايات المتحدة ملعب صلب $10،000 جدول المباريات الفردية – جدول المباريات الزوجية                                             | غيل برودسكي ألكسندرا مولر 4–6 7–5 [10–2]        | ديان هولاندز تيفاني ويلفورد                    | روبن أندرسون أنستاسيا خارشينكو          | إلين تساي أنجينلا جابويفا إليزابيث لامبكين يانا كوروليفا                                |
| 24 مايو | 2010 بطولة USTA LA تنس مفتوحة USTA التحدي للرجال و النساء كارسون، الولايات المتحدة ملعب صلب $50،000 جدول المباريات الفردية – جدول المباريات الزوجية | كوكو فانديواغ 6–1 6–3                           | كريستي آهن                                     | ليندساي لي ووترز بترا رامبري            | كريستا ملعب صلبيبيك إلينا جيدكوفا أشا رول آسيا محمد                                     |
| 24 مايو | 2010 بطولة USTA LA تنس مفتوحة USTA التحدي للرجال و النساء كارسون، الولايات المتحدة ملعب صلب $50،000 جدول المباريات الفردية – جدول المباريات الزوجية | ليندساي لي ووترز ميغان مولتون ليفي 6–1 6–2      | كريستينا فوسانو كورتني ناغل                    | ليندساي لي ووترز بترا رامبري            | كريستا ملعب صلبيبيك إلينا جيدكوفا أشا رول آسيا محمد                                     |
| 24 مايو | كوساتسو (شيغا)، اليابان سجادة $25،000 جدول المباريات الفردية – جدول المباريات الزوجية                                                               | أكيكو يونيمورا 6–4 7–6(4)                       | جونري ناميجاتا                                 | أياكا مايكاوا شاكو أوياما               | ماري إينو آي ياماموتو شو وين-هسين شيهو أكيتا                                            |
| 24 مايو | كوساتسو (شيغا)، اليابان سجادة $25،000 جدول المباريات الفردية – جدول المباريات الزوجية                                                               | كوميكو إيجيما توموكو يونيمورا 6–7(5) 6–4 [10–8] | مايا كاتو أياكا مايكاوا                        | أياكا مايكاوا شاكو أوياما               | ماري إينو آي ياماموتو شو وين-هسين شيهو أكيتا                                            |
| 24 مايو | غويانغ، كوريا الجنوبية ملعب صلب $25،000 جدول المباريات الفردية – جدول المباريات الزوجية                                                             | كيم نا-ري 6–4 6–4                               | لي جين-أ                                       | ريمي تيزوكا يو مين هوا                  | ميكي ميامرا لي يي را كيم كون هي كيم سو جونغ                                             |
| 24 مايو | غويانغ، كوريا الجنوبية ملعب صلب $25،000 جدول المباريات الفردية – جدول المباريات الزوجية                                                             | كيم كون هي يو مين هوا 4–6 4–6                   | شانغ كيونغ مي لي جين آه                        | ريمي تيزوكا يو مين هوا                  | ميكي ميامرا لي يي را كيم كون هي كيم سو جونغ                                             |
| 24 مايو | غرادو، إيطاليا ملعب ترابي $25،000 جدول المباريات الفردية – جدول المباريات الزوجية                                                                   | آنا تاتيشفيلي 7–6(3) 3–6 4–6                    | أنا يوفانوفيتش                                 | إستريلا كابيزا كانديلا جوليا ماير       | يوليا شروف يلينا بوفينا ألكسندرا بانوفا سلون ستيفنز                                     |
| 24 مايو | غرادو، إيطاليا ملعب ترابي $25،000 جدول المباريات الفردية – جدول المباريات الزوجية                                                                   | هان زينيون لو جينغجينغ 6–1 4–6 [8–10]           | كارينا بيمكينا مارتا سيروتكينا                 | إستريلا كابيزا كانديلا جوليا ماير       | يوليا شروف يلينا بوفينا ألكسندرا بانوفا سلون ستيفنز                                     |
| 24 مايو | إزمير، تركيا ملعب صلب $25،000 جدول المباريات الفردية – جدول المباريات الزوجية                                                                       | تاميرا باسيك 2–6 3–6                            | تشالا بويوكاكاتشاي                             | إيريني جورجاتو غانا بيفين               | ايرينا كاميليا باغو آنيكا بيك فاليريا سافينيخ سارة غرونرت                               |
| 24 مايو | إزمير، تركيا ملعب صلب $25،000 جدول المباريات الفردية – جدول المباريات الزوجية                                                                       | ماريا فرناندا ألفيس تاميرا باسيك 6–1 6–2        | تشالا بويوكاكاتشاي بيمرا أوزجن                 | إيريني جورجاتو غانا بيفين               | ايرينا كاميليا باغو آنيكا بيك فاليريا سافينيخ سارة غرونرت                               |
| 24 مايو | فيلينيه، سلوفينيا ملعب ترابي $10،000 جدول المباريات الفردية – جدول المباريات الزوجية                                                                | ستيفاني فوجت 6–1 6–2                            | بافلا شمدوفا                                   | بربارة بونيتش ديانا ناكيتش              | سوفيا سوزاني نيكول كليريكو تيريزا هلاديكوفا ميكايلا أونتشوفا                            |
| 24 مايو | فيلينيه، سلوفينيا ملعب ترابي $10،000 جدول المباريات الفردية – جدول المباريات الزوجية                                                                | ألينكا هوباتشيك تامي باترسون 6–1 3–6 [10–8]     | كاترينا كرامبروفا بافلا شمدوفا                 | بربارة بونيتش ديانا ناكيتش              | سوفيا سوزاني نيكول كليريكو تيريزا هلاديكوفا ميكايلا أونتشوفا                            |
| 24 مايو | كرايوفا، رومانيا ملعب ترابي $10،000 جدول المباريات الفردية – جدول المباريات الزوجية                                                                 | ألكسندرا كادانتو 5–7 6–3 6–0                    | مادلينا غوجنيا                                 | لوسيا سيرفيرا فاسكيز كريستينا ميتو      | ديانا بوزيان ألكسندرا داماكسين جوليا باراسيوك داليا زافيروفا                            |
| 24 مايو | كرايوفا، رومانيا ملعب ترابي $10،000 جدول المباريات الفردية – جدول المباريات الزوجية                                                                 | ألكسندرا كادانتسو ألكسندرا داماكسين 6–3 6–3     | تانيا جيرمانليفا ديسيسلافا ملادينوفا           | لوسيا سيرفيرا فاسكيز كريستينا ميتو      | ديانا بوزيان ألكسندرا داماكسين جوليا باراسيوك داليا زافيروفا                            |
| 24 مايو | أوليتسكو، بولندا ملعب ترابي $10،000 جدول المباريات الفردية – جدول المباريات الزوجية                                                                 | مارسيلا كويك 6–3 6–3                            | باربارا سوباشكيفيتش                            | مارتينا كوبيتشيكوفا أولغا بروزدا        | باتريسيا كيري جنيفر آلان لينا ليليكيته جوانا نالبورسكا                                  |
| 24 مايو | أوليتسكو، بولندا ملعب ترابي $10،000 جدول المباريات الفردية – جدول المباريات الزوجية                                                                 | مارتينا بوريككا مارتينا كوبيتشيكوفا 6–3 6–1     | مارتينا فرانكوفا سيمونكا باراجوفا              | مارتينا كوبيتشيكوفا أولغا بروزدا        | باتريسيا كيري جنيفر آلان لينا ليليكيته جوانا نالبورسكا                                  |
| 24 مايو | رعنانا، إسرائيل ملعب صلب $10،000 جدول المباريات الفردية – جدول المباريات الزوجية                                                                    | جوليا غلوشكو 6–1 6–3                            | كيرين شلومو                                    | إيلينا غسانوفا ليات زيمرمان             | كارينا إيسايان فاليري فيرهام تشين أستروج فاليريا باتيوك                                 |
| 24 مايو | رعنانا، إسرائيل ملعب صلب $10،000 جدول المباريات الفردية – جدول المباريات الزوجية                                                                    | جوليا غلوشكو كيرين شلومو 3–6 7–6(6) [10–3]      | إفرات ميشور آنا رابوبورت                       | إيلينا غسانوفا ليات زيمرمان             | كارينا إيسايان فاليري فيرهام تشين أستروج فاليريا باتيوك                                 |
| 24 مايو | ديربان، جنوب أفريقيا ملعب صلب $10،000 جدول المباريات الفردية – جدول المباريات الزوجية                                                               | شانيل سيموندز 6–1 6–4                           | دانييلا شيفيتي                                 | بيانكا سوانيبول روشمي تشاكرافارتي       | بوجاشري فنكاتشا كريستينا كازيموفا زوزانا لينهوفا زوزانا لوكناروفا                       |
| 24 مايو | ديربان، جنوب أفريقيا ملعب صلب $10،000 جدول المباريات الفردية – جدول المباريات الزوجية                                                               | نيكول روتمان بلانكا سافاي 3–6 7–5 [11–9]        | سانا بهامبري روشمي تشاكرافارتي                 | بيانكا سوانيبول روشمي تشاكرافارتي       | بوجاشري فنكاتشا كريستينا كازيموفا زوزانا لينهوفا زوزانا لوكناروفا                       |
| 24 مايو | 2010 بطولة بالمينتو برو المفتوحة سمتر، الولايات المتحدة ملعب صلب $10،000 جدول المباريات الفردية – جدول المباريات الزوجية                            | يلينا باندزيك 6–2 1–6 6–2                       | ألكسيس كينغ                                    | بيا سومالينين جيرا شوفيلد               | يانا كوروليفا نيكول سلاتر ألكسندرا مولر نيكول ميليشار                                   |
| 24 مايو | 2010 بطولة بالمينتو برو المفتوحة سمتر، الولايات المتحدة ملعب صلب $10،000 جدول المباريات الفردية – جدول المباريات الزوجية                            | ألكسندرا مولر أشلي وينهولد 6–1 6–3              | ألكسندرا لياتو نيكول ميليشار                   | بيا سومالينين جيرا شوفيلد               | يانا كوروليفا نيكول سلاتر ألكسندرا مولر نيكول ميليشار                                   |
| 31 مايو | تورنييو إنترنازيونالي فيمنيل آنتيكو تيرو آ فولو روما، إيطاليا ملعب ترابي 50٬000 دولار جدول المباريات الفردية – جدول المباريات الزوجية               | لورديس دومينغيز لينو 5–7 6–3 6–3                | رومينا أوبراندي                                | أرانتشا روس ماريا إلينا كاميرين         | يلينا تشالوفا صوفي فيرغسون كورينا دينتوني كريستينا مكهيل                                |
| 31 مايو | تورنييو إنترنازيونالي فيمنيل آنتيكو تيرو آ فولو روما، إيطاليا ملعب ترابي 50٬000 دولار جدول المباريات الفردية – جدول المباريات الزوجية               | كريستينا مكهيل أوليفيا روجوفسكا 6–4 6–1         | إيرينا كوريانوفيتش أرانتشا روس                 | أرانتشا روس ماريا إلينا كاميرين         | يلينا تشالوفا صوفي فيرغسون كورينا دينتوني كريستينا مكهيل                                |
| 31 مايو | ماريبور، سلوفينيا ملعب ترابي 50٬000 دولار جدول المباريات الفردية – جدول المباريات الزوجية                                                           | شواي تشانغ 6–3 3–6 6–3                          | لورا بوس تيو                                   | كسينيا بيرفاك بويانا يوفانوفسكي         | ريناتا فوراكوفا يفجينيا رودينا ماشا زيك بشكيريتش ألكسندرا بانوفا                        |
| 31 مايو | ماريبور، سلوفينيا ملعب ترابي 50٬000 دولار جدول المباريات الفردية – جدول المباريات الزوجية                                                           | أندريا كليباك تادجا ماجريتش 6–3 7–6(6)          | ألكسندرا بانوفا كسينيا بيرفاك                  | كسينيا بيرفاك بويانا يوفانوفسكي         | ريناتا فوراكوفا يفجينيا رودينا ماشا زيك بشكيريتش ألكسندرا بانوفا                        |
| 31 مايو | إيجون تروفي نوتنغهام، المملكة المتحدة عشبي $50،000 جدول المباريات الفردية – جدول المباريات الزوجية                                                  | إيلينا بالتاتشا 6–2، 6–2                        | كارلي جوليكسون                                 | هان زينيون ساندرا زاهلافوفا             | نوبون ليرتشيواكارن أليسون ريسك ماديسون برينجل آن كيوثافونج                              |
| 31 مايو | إيجون تروفي نوتنغهام، المملكة المتحدة عشبي $50،000 جدول المباريات الفردية – جدول المباريات الزوجية                                                  | سارا برول راكيل كوبس جونز 6–3 2–6 [10–7]        | نايومي برودي كاتي أوبراين                      | هان زينيون ساندرا زاهلافوفا             | نوبون ليرتشيواكارن أليسون ريسك ماديسون برينجل آن كيوثافونج                              |
| 31 مايو | بخارى، أوزبكستان ملعب صلب $25،000 جدول المباريات الفردية – جدول المباريات الزوجية                                                                   | إيريني جورجاتو 1–6 6–0 6–3                      | صوفيا شاباتافا                                 | إلينا كوليكوفا جوليا غلوشكو             | إيكاترين جورجودزي داريا كوتشمنيا غانا بيفين تاتيا ميكادزي                               |
| 31 مايو | بخارى، أوزبكستان ملعب صلب $25،000 جدول المباريات الفردية – جدول المباريات الزوجية                                                                   | تاتيا ميكادزي صوفيا شاباتافا 6–3 6–3            | يايوك باسوكي جيسي رومبيس                       | إلينا كوليكوفا جوليا غلوشكو             | إيكاترين جورجودزي داريا كوتشمنيا غانا بيفين تاتيا ميكادزي                               |
| 31 مايو | برنو، جمهورية التشيك ملعب ترابي $25،000 جدول المباريات الفردية – جدول المباريات الزوجية                                                             | سوزانا أوندراسكوفا 6–3 4–6 6–2                  | كريستينا كوكوفا                                | لينكا جريكوفا داريا كوستوفا             | لو جينغجينغ تيريزا هلاديكوفا إيفا بيرنروفا فلورنسيا مولينيرو                            |
| 31 مايو | برنو، جمهورية التشيك ملعب ترابي $25،000 جدول المباريات الفردية – جدول المباريات الزوجية                                                             | كارمن كلاشكا لورا سيجموند Walkover              | داريا كوستوفا لسيا تسورينكو                    | لينكا جريكوفا داريا كوستوفا             | لو جينغجينغ تيريزا هلاديكوفا إيفا بيرنروفا فلورنسيا مولينيرو                            |
| 31 مايو | سراييفو، البوسنة والهرسك ملعب ترابي $25،000 جدول المباريات الفردية – جدول المباريات الزوجية                                                         | ليانا أنجور 6–3 6–0                             | إيرينا بافلوفيتش                               | ساره جرونيرت إيرينا بورياتشوك           | إيلينا بوغدان ديا إفتيموفا ماتيلد يوهانسون آنا فرلجيتش                                  |
| 31 مايو | سراييفو، البوسنة والهرسك ملعب ترابي $25،000 جدول المباريات الفردية – جدول المباريات الزوجية                                                         | إيرينا بورياتشوك إيرينا بافلوفيتش 6–1 6–1       | نيكول كليريكو كارولينا كوسينسكا                | ساره جرونيرت إيرينا بورياتشوك           | إيلينا بوغدان ديا إفتيموفا ماتيلد يوهانسون آنا فرلجيتش                                  |
| 31 مايو | غالاتينا، إيطاليا ملعب ترابي $10،000 جدول المباريات الفردية – جدول المباريات الزوجية                                                                | آني شيفر 4–6 6–3 6–1                            | لارا ميشيل                                     | كارولينا بيلوت مارتينا جليداتشيفا       | أناستازيا جريمالسكا أليس موروني فاليري فيرهام أليس بالدوتشي                             |
| 31 مايو | غالاتينا، إيطاليا ملعب ترابي $10،000 جدول المباريات الفردية – جدول المباريات الزوجية                                                                | مارتينا جليداتشيفا ليزا سابينو 6–4 6–1          | أليس بالدوتشي فرانشيسكا بالمجيانو              | كارولينا بيلوت مارتينا جليداتشيفا       | أناستازيا جريمالسكا أليس موروني فاليري فيرهام أليس بالدوتشي                             |
| 31 مايو | بوخارست، رومانيا ملعب ترابي $10،000 جدول المباريات الفردية – جدول المباريات الزوجية                                                                 | مادلينا جوجنيا 6–2 6–2                          | بيانكا هينكو                                   | أيونيلا-أندريا إيوفا ألكسندرا داماسكين  | إلورا دابيخا كارمن لوبيز روييدا أيوانا غاسبار إيفان باتريسيا ماريا تيغ                  |
| 31 مايو | بوخارست، رومانيا ملعب ترابي $10،000 جدول المباريات الفردية – جدول المباريات الزوجية                                                                 | لورا-إيوانا أندريي مادالينا غوجنيا 6–2 6–4      | إلورا دابيخا أيوانا غاسبار إيفان               | أيونيلا-أندريا إيوفا ألكسندرا داماسكين  | إلورا دابيخا كارمن لوبيز روييدا أيوانا غاسبار إيفان باتريسيا ماريا تيغ                  |
| 31 مايو | كومورو (ناغانو)، اليابان ملعب ترابي $10،000 جدول المباريات الفردية – جدول المباريات الزوجية                                                         | ساتشي إيشيزو 6–0 6–1                            | ميابي إينو                                     | Ayumi Oka ليانغ تشن                     | تشانغ كيونغ-مي هونغ هيون-هوي يورينا كوشينو يو مي                                        |
| 31 مايو | كومورو (ناغانو)، اليابان ملعب ترابي $10،000 جدول المباريات الفردية – جدول المباريات الزوجية                                                         | شاكو أوياما مايا كاتو 2–6 6–2 [11–9]            | كيم كون-هي يو مين-هوا                          | Ayumi Oka ليانغ تشن                     | تشانغ كيونغ-مي هونغ هيون-هوي يورينا كوشينو يو مي                                        |
| 31 مايو | جزيرة هيلتون هيد، الولايات المتحدة ملعب صلب $10،000 جدول المباريات الفردية – جدول المباريات الزوجية                                                 | ألكسيس كينغ 6–2 6–2                             | جاكلين كاكو                                    | يانا كوروليفا إيزابيلا هولاند           | ألكسندرا مولر زوي جوين سكانداليس ميغان فالكون يلينا باندزيك                             |
| 31 مايو | جزيرة هيلتون هيد، الولايات المتحدة ملعب صلب $10،000 جدول المباريات الفردية – جدول المباريات الزوجية                                                 | جاكلين كاكو إيريكا كريسان 6–1 6–4               | بروك بوليندر لورين هيرنغ                       | يانا كوروليفا إيزابيلا هولاند           | ألكسندرا مولر زوي جوين سكانداليس ميغان فالكون يلينا باندزيك                             |
| 31 مايو | كانتانهيدي، البرتغال عشبي $10،000 جدول المباريات الفردية – جدول المباريات الزوجية                                                                   | شينا مكدوال 6–1 7–5                             | كريستين كاندلر                                 | ديانا أروتيونوفا إلينا غاسانوفا         | باتريشيا شيريا صوفيا أراوجو نوريا باريزاس دياز جوليا ستاماتوفا                          |
| 31 مايو | كانتانهيدي، البرتغال عشبي $10،000 جدول المباريات الفردية – جدول المباريات الزوجية                                                                   | إلينا غاسانوفا جوليا باراسيك 7–6(0) 6–1         | داريا كيربيتشيفا كارولينا براتس ميلان          | ديانا أروتيونوفا إلينا غاسانوفا         | باتريشيا شيريا صوفيا أراوجو نوريا باريزاس دياز جوليا ستاماتوفا                          |
| 31 مايو | ساو باولو، البرازيل ملعب ترابي $10،000 جدول المباريات الفردية – جدول المباريات الزوجية                                                              | ناثاليا روسي 6–4 6–3                            | روكسان فيسمبيرج                                | فيرناندو فاريا باولا كريستينا غونسالفيس | مونيك ألبوكيركي ماريانا ديميكيللي فيرغارا فرناندا هرمنغيلدو بولا كاتالينا روبليس غارسيا |
| 31 مايو | ساو باولو، البرازيل ملعب ترابي $10،000 جدول المباريات الفردية – جدول المباريات الزوجية                                                              | إيكاترينا شولاييفا روكسان فيسمبيرج 6–3 6–3      | فيرناندو فاريا باولا كريستينا غونسالفيس        | فيرناندو فاريا باولا كريستينا غونسالفيس | مونيك ألبوكيركي ماريانا ديميكيللي فيرغارا فرناندا هرمنغيلدو بولا كاتالينا روبليس غارسيا |

## يونيو
| الأسبوع  | البطولة | الفائزات                                                    | الوصيفات                                   | المتأهلات لنصف النهائي                       | المتأهلات لربع النهائي                                                                  |
| -------- | --- | ----------------------------------------------------------- | ------------------------------------------ | -------------------------------------------- | --------------------------------------------------------------------------------------- |
| 7 يونيو  | بطولة فرنسا المفتوحة GDF Suez في مارسيليا مارسيليا، فرنسا ملعب ترابي $100،000+H جدول المباريات الفردية – جدول المباريات الزوجية               | كلارا زاكوبالوفا 6–3، 6–3                                   | جوانا لارسون (تنس)                         | فارفارا ليبتشينكو باربورا زاهلافوفا-ستريكوفا | بترا مارتيتش ناتالي بيكيون يلينا دوكيك ادينا جالوفيتس                                   |
| 7 يونيو  | بطولة فرنسا المفتوحة GDF Suez في مارسيليا مارسيليا، فرنسا ملعب ترابي $100،000+H جدول المباريات الفردية – جدول المباريات الزوجية               | جوانا لارسون (تنس) إيفون ميوسبرجر 6–4، 6–2                  | ستيفاني كوهين ألورو أوريلي فيدي            | فارفارا ليبتشينكو باربورا زاهلافوفا-ستريكوفا | بترا مارتيتش ناتالي بيكيون يلينا دوكيك ادينا جالوفيتس                                   |
| 7 يونيو  | بطولة البطاقات الذكية Monet+ زلين، جمهورية التشيك ملعب ترابي $50،000+H جدول المباريات الفردية – جدول المباريات الزوجية                        | باتريسيا ماير 6–1، 6–2                                      | كورينا دينتوني                             | سوزانا أوندراسكوفا ستيفاني فريتز             | لسيا تسورينكو داريا كوستوفا إستريلا كابيزا كانديلا كريستينا مكهيل                       |
| 7 يونيو  | بطولة البطاقات الذكية Monet+ زلين، جمهورية التشيك ملعب ترابي $50،000+H جدول المباريات الفردية – جدول المباريات الزوجية                        | إيفا بيرنروفا ستيفاني فريتز 7–5، 4–6، [10–6]                | تيريزا هلاديكوفا ميكايلا بوشابوفا          | سوزانا أوندراسكوفا ستيفاني فريتز             | لسيا تسورينكو داريا كوستوفا إستريلا كابيزا كانديلا كريستينا مكهيل                       |
| 7 يونيو  | شتشين، بولندا ملعب ترابي $25،000 جدول المباريات الفردية – جدول المباريات الزوجية                                                              | ماجدا لينيت 6–2، 6–0                                        | مارجيت رتل                                 | أغنيس ساتماري بيترا سيتكوفسكا                | ناتاليا ريجونكوفا كاتارزينا بيتر بولا كانيا زوزانا لوكناروفا                            |
| 7 يونيو  | شتشين، بولندا ملعب ترابي $25،000 جدول المباريات الفردية – جدول المباريات الزوجية                                                              | بيترا سيتكوفسكا إيفا هردينوفا 7–6(5)، 6–3                   | فيرونيكا كابشاي جوستين أوزجا               | أغنيس ساتماري بيترا سيتكوفسكا                | ناتاليا ريجونكوفا كاتارزينا بيتر بولا كانيا زوزانا لوكناروفا                            |
| 7 يونيو  | إل باسو، الولايات المتحدة ملعب صلب $25،000 جدول المباريات الفردية – جدول المباريات الزوجية                                                    | كوكو فانديواغ 6–2، 6–1                                      | ريوكو فودا                                 | جوانا كونتا كيمبرلي كوتس                     | ماشونا واشنتون أشا رول ليندساي لي ووترز إليزابيث لومبكين                                |
| 7 يونيو  | إل باسو، الولايات المتحدة ملعب صلب $25،000 جدول المباريات الفردية – جدول المباريات الزوجية                                                    | أنجيلا هاينس أشا رول 6–3، 6–7(5)، [10–7]                    | ليندساي لي ووترز أشلي وينهولد              | جوانا كونتا كيمبرلي كوتس                     | ماشونا واشنتون أشا رول ليندساي لي ووترز إليزابيث لومبكين                                |
| 7 يونيو  | كمبباسة، إيطاليا ملعب ترابي $25،000 جدول المباريات الفردية – جدول المباريات الزوجية                                                           | ماريا إيروغيين 6–2، 7–6(5)                                  | لورا ثورب                                  | جويا باربييري مارجاليتا تشاخناشفيلي          | جوليا جاتو مونتيكوني يوليا كالبينا ماريا جواو كوهلر أناستاسيا فاسيليفا                  |
| 7 يونيو  | كمبباسة، إيطاليا ملعب ترابي $25،000 جدول المباريات الفردية – جدول المباريات الزوجية                                                           | يوليانا فيداك أناستاسيا فاسيليفا 2–6، 6–3، [10–7]           | ماريا إيروغيين لورا ثورب                   | جويا باربييري مارجاليتا تشاخناشفيلي          | جوليا جاتو مونتيكوني يوليا كالبينا ماريا جواو كوهلر أناستاسيا فاسيليفا                  |
| 7 يونيو  | بودابست، هنغاريا ملعب ترابي $25،000 جدول المباريات الفردية – جدول المباريات الزوجية                                                           | ماتيلد يوهانسون 6–7(4)، 6–1، 6–0                            | تيميا بابوش                                | فلورنسيا مولينيرو كلير فويرشتاين             | تينا شيتشتل لينكا وينروفا أودري برغوت إيفلين ماير                                       |
| 7 يونيو  | بودابست، هنغاريا ملعب ترابي $25،000 جدول المباريات الفردية – جدول المباريات الزوجية                                                           | تيودورا ميرسك لينكا وينروفا 0–6، 2–6                        | آنا ليفادارو فلورنسيا مولينيرو             | فلورنسيا مولينيرو كلير فويرشتاين             | تينا شيتشتل لينكا وينروفا أودري برغوت إيفلين ماير                                       |
| 7 يونيو  | قرشي، أوزبكستان ملعب صلب $25،000 جدول المباريات الفردية – جدول المباريات الزوجية                                                              | لي جين آه 2–6، 6–1، 4–6                                     | سابينا شاريبوفا                            | إريني جيورجاتو لافينيا تانانتا               | مارتا سيروتكينا هان سونغ هي كيم نا ري جيسي رومبيس                                       |
| 7 يونيو  | قرشي، أوزبكستان ملعب صلب $25،000 جدول المباريات الفردية – جدول المباريات الزوجية                                                              | ناتيلا دزالاميدزه داريا كوتشمينا 2–6 6–2، [9–11]            | كسينيا ميليفسكايا جانا بيفين               | إريني جيورجاتو لافينيا تانانتا               | مارتا سيروتكينا هان سونغ هي كيم نا ري جيسي رومبيس                                       |
| 7 يونيو  | أبلدورن (بلدية)، هولندا ملعب ترابي $10،000 جدول المباريات الفردية – جدول المباريات الزوجية                                                    | أنجيليك فان دير ميت 5–7، 3–6                                | كيكي بيرتينس                               | غريس مين ليوني ميكيل                         | ساندرا مارتينوفيتش لينا-ماري هوفمان نينا تساندر بيبيان ويجيرس                           |
| 7 يونيو  | أبلدورن (بلدية)، هولندا ملعب ترابي $10،000 جدول المباريات الفردية – جدول المباريات الزوجية                                                    | إلين بوكيينس ليوني ميكيل 4–6، 6–3، [10–4]                   | كارولين دانيلز نينا تساندر                 | غريس مين ليوني ميكيل                         | ساندرا مارتينوفيتش لينا-ماري هوفمان نينا تساندر بيبيان ويجيرس                           |
| 7 يونيو  | ياش، رومانيا ملعب ترابي $10،000 مباراة الفردي – مباراة الزوجي                                                                                 | مادالينا جوجنيا 6–2، 7–5                                    | إلينكا ستويكا                              | سابينا لوبو بيانكا هينكو                     | أنستاسيا ستيبو كلوديا أنطونيا إيناش مارتينا جليداتشيفا رالوكا إلينا بلاتون              |
| 7 يونيو  | ياش، رومانيا ملعب ترابي $10،000 مباراة الفردي – مباراة الزوجي                                                                                 | مادالينا جوجنيا أيونيلا-أندريا أيوفا 6–3، 6–3               | فاطمة النبهاني بيليانا باولوا ديميتروفا    | سابينا لوبو بيانكا هينكو                     | أنستاسيا ستيبو كلوديا أنطونيا إيناش مارتينا جليداتشيفا رالوكا إلينا بلاتون              |
| 7 يونيو  | أمارانتي ملعب صلب $10،000 مباراة الفردي – مباراة الزوجي                                                                                       | ميلاني غلوريا 7–5، 6–7(6)، 6–0                              | شاينا ماكدويل                              | ماغالي دي لاتر جورجينا غارسيا بيريز          | جيد هوبر زوزانا لينهوفا ديسبينا باباميتشايل جوليا باراسيوك                              |
| 7 يونيو  | أمارانتي ملعب صلب $10،000 مباراة الفردي – مباراة الزوجي                                                                                       | ميلاني غلوريا دانييلا مونيوز غاليغوس 6–4، 6–2               | ماغالي دي لاتر جيد هوبر                    | ماغالي دي لاتر جورجينا غارسيا بيريز          | جيد هوبر زوزانا لينهوفا ديسبينا باباميتشايل جوليا باراسيوك                              |
| 7 يونيو  | قرطبة، الأرجنتين ملعب ترابي $10،000 جدول المباريات الفردية – جدول المباريات الزوجية                                                           | ميلين أرويو 5–3، تقاعد                                      | أغوستينا ليبور                             | باولا أورمايتشيا غابرييلا كوغليتوري          | باربرا راش كارين كاستيبلانكو كارولينا زيبالوس لوسيانا سارمنتي                           |
| 7 يونيو  | قرطبة، الأرجنتين ملعب ترابي $10،000 جدول المباريات الفردية – جدول المباريات الزوجية                                                           | ميلين أرويو كارين كاستيبلانكو 6–1، 6–2                      | لوسيانا سارمنتي إميليا يوريو               | باولا أورمايتشيا غابرييلا كوغليتوري          | باربرا راش كارين كاستيبلانكو كارولينا زيبالوس لوسيانا سارمنتي                           |
| 7 يونيو  | طوكيو، اليابان ملعب صلب $10،000 جدول المباريات الفردية – جدول المباريات الزوجية                                                               | شاكو أوياما 7–6(3)، 6–3                                     | إريكا تاكاو                                | تشانج كيونغ مي ميهارو إيمانيشي               | أكاري إينو ماري تاناكا أياكا ماكاوا ميسا إجوشي                                          |
| 7 يونيو  | طوكيو، اليابان ملعب صلب $10،000 جدول المباريات الفردية – جدول المباريات الزوجية                                                               | شاكو أوياما أكاري إينو 7–6(3)، 6–0                          | تشانج كيونغ مي يو مي                       | تشانج كيونغ مي ميهارو إيمانيشي               | أكاري إينو ماري تاناكا أياكا ماكاوا ميسا إجوشي                                          |
| 7 يونيو  | برازيليا، البرازيل ملعب ترابي $10،000 جدول المباريات الفردية – جدول المباريات الزوجية                                                         | فرناندا فاريا 6–7(5)، 6–3، 6–4                              | باولا كريستينا غونسالفيس                   | إدواردا بياي ناثالي كوراتا                   | إيزابيلا روبياني جابرييلا باربوسا كوستا سيلفا ماريانا كوريا مونيك ألباكركي              |
| 7 يونيو  | برازيليا، البرازيل ملعب ترابي $10،000 جدول المباريات الفردية – جدول المباريات الزوجية                                                         | فرناندا فاريا باولا كريستينا غونسالفيس 6–4، 6–4             | جابرييلا باربوسا كوستا سيلفا ناتاليا تشينج | إدواردا بياي ناثالي كوراتا                   | إيزابيلا روبياني جابرييلا باربوسا كوستا سيلفا ماريانا كوريا مونيك ألباكركي              |
| 14 يونيو | 2010 بطولة GDF سويز دو مونبلييه أغلوترون إرو مونبلييه، فرنسا ملعب ترابي $25،000 جدول المباريات الفردية – جدول المباريات الزوجية               | ماتيلد يوهانسون 5–7، 6–4، 6–2                               | كلير دي جوبيرناتيس                         | تمارا تشروفيتش لورا سيجموند                  | إيرينا بافلوفيتش ستيفاني فريتز يوليا بيجيلزيمير ميرتل جورج                              |
| 14 يونيو | 2010 بطولة GDF سويز دو مونبلييه أغلوترون إرو مونبلييه، فرنسا ملعب ترابي $25،000 جدول المباريات الفردية – جدول المباريات الزوجية               | لو جينغجينغ لورا سيجموند 6–4، 6–2                           | أماندين هيس ليودميلا كيتشينوك              | تمارا تشروفيتش لورا سيجموند                  | إيرينا بافلوفيتش ستيفاني فريتز يوليا بيجيلزيمير ميرتل جورج                              |
| 14 يونيو | باذوة، إيطاليا ملعب ترابي 25٬000 د.أ جدول المباريات الفردية – جدول المباريات الزوجية                                                          | ليانا أنجور 6–4، 6–4                                        | أودري برغوت                                | آنا ريموندينا جوليا ماير                     | جيسيكا مور ألكسندرا كرونتش يوليانا فيداك ساندرا مارتينوفيتش                             |
| 14 يونيو | باذوة، إيطاليا ملعب ترابي 25٬000 د.أ جدول المباريات الفردية – جدول المباريات الزوجية                                                          | ساندرا كليمينشيتس أندريا كليباك 4–6، 6–4، [10–5]            | كلوديا جيوفين فالنتينا سولبيزيو            | آنا ريموندينا جوليا ماير                     | جيسيكا مور ألكسندرا كرونتش يوليانا فيداك ساندرا مارتينوفيتش                             |
| 14 يونيو | بوينس آيرس، الأرجنتين ملعب ترابي 10٬000 د.أ جدول المباريات الفردية – جدول المباريات الزوجية                                                   | ميلين أرويو 6–1، 7–5                                        | باولا أورمايتشيا                           | صوفيا لويني أرانزا سالو                      | تاتيانا بوا مونيك ألبوكيرك كاتالينا بيلا لوسيانا سارمينتي                               |
| 14 يونيو | بوينس آيرس، الأرجنتين ملعب ترابي 10٬000 د.أ جدول المباريات الفردية – جدول المباريات الزوجية                                                   | لوسيا جارالوزانو غوادالوبي بيريز روجاس 7–6(2)، 1–0، انسحاب. | ميلين أرويو كارين كاستيبلانكو              | صوفيا لويني أرانزا سالو                      | تاتيانا بوا مونيك ألبوكيرك كاتالينا بيلا لوسيانا سارمينتي                               |
| 14 يونيو | كولونيا، ألمانيا ملعب ترابي $10،000 جدول الفردي – جدول الزوجي                                                                                 | ساندرا زانيوسكا 6–4، 6–4                                    | يوليا بابيلون                              | بيمرا أوزجن أوسيان أدام                      | كاترينا أفديينكو كوني بيرين ناتاشا زوريتش مارا نوواك                                    |
| 14 يونيو | كولونيا، ألمانيا ملعب ترابي $10،000 جدول الفردي – جدول الزوجي                                                                                 | كاترينا أفديينكو بيمرا أوزجن 6–0، 6–2                       | سارة أوربانيك أليانا ويسل                  | بيمرا أوزجن أوسيان أدام                      | كاترينا أفديينكو كوني بيرين ناتاشا زوريتش مارا نوواك                                    |
| 14 يونيو | لينزرهيد، سويسرا ملعب ترابي $10،000 جدول الفردي – جدول الزوجي                                                                                 | تانيا أوسترتاج 3–6، 7–6(7)، 7–6(4)                          | داريا سالنيكوفا                            | سينا كايزر نيكول كليريكو                     | كليليا ميلينا جوستينا ججيولكا ساميرا جيجر أولغا بروزدا                                  |
| 14 يونيو | لينزرهيد، سويسرا ملعب ترابي $10،000 جدول الفردي – جدول الزوجي                                                                                 | أولغا بروزدا سيلفيا زاجورسكا 4–6، 6–1، [10–5]               | مارتينا كاتشيوتي نيكول كليريكو             | سينا كايزر نيكول كليريكو                     | كليليا ميلينا جوستينا ججيولكا ساميرا جيجر أولغا بروزدا                                  |
| 14 يونيو | مونتيمور نوفو، البرتغال ملعب صلب $10،000 جدول المباريات الفردية – جدول المباريات الزوجية                                                      | ماغالي دي لاتر 3–6، 6–4، 6–4                                | أرابيلا فيرنانديز رابنر                    | ديسبينا باباميتشايل جوليا باراسيك            | أليس تيسيت ديانا أروتيونوفا جوليا ستاماتوفا شينا ماكدوال                                |
| 14 يونيو | مونتيمور نوفو، البرتغال ملعب صلب $10،000 جدول المباريات الفردية – جدول المباريات الزوجية                                                      | ميلاني غلوريا دانييلا مونيوز جاليجوس 7–6(3)، 6–1            | كيم جراجديك جوليا ستاماتوفا                | ديسبينا باباميتشايل جوليا باراسيك            | أليس تيسيت ديانا أروتيونوفا جوليا ستاماتوفا شينا ماكدوال                                |
| 14 يونيو | ألكمار، هولندا ملعب ترابي $10،000 جدول المباريات الفردية – جدول المباريات الزوجية                                                             | مارسيلا كوك 6–3، 6–3                                        | أنجيليك فان دير ميت                        | أنوك ديليفرترى كيكي بيرتينس                  | مونيكا ويجنيرت سيندي برغر سفياتلانا بيرازينكا صوفي أوين                                 |
| 14 يونيو | ألكمار، هولندا ملعب ترابي $10،000 جدول المباريات الفردية – جدول المباريات الزوجية                                                             | آنا أرينا مارينكو سفياتلانا بيرازينكا 6–3، 6–1              | إليني بويكنز مونيكا ويجنيرت                | أنوك ديليفرترى كيكي بيرتينس                  | مونيكا ويجنيرت سيندي برغر سفياتلانا بيرازينكا صوفي أوين                                 |
| 14 يونيو | مونت بليستانت، الولايات المتحدة ملعب ترابي $10،000 جدول المباريات الفردية – جدول المباريات الزوجية                                            | بترا رامبري 6–3، 6–2                                        | لورين ديفيس                                | نيكول غيبس ميغان فالكون                      | كيتلين ووريسكي ألكسيس كينغ أناستاسيا خارشينكو بيا سومالينين                             |
| 14 يونيو | مونت بليستانت، الولايات المتحدة ملعب ترابي $10،000 جدول المباريات الفردية – جدول المباريات الزوجية                                            | كايتلين كريستيان كيتلين ووريسكي 6–4، 6–2                    | بترا رامبري شيلبي روجرز                    | نيكول غيبس ميغان فالكون                      | كيتلين ووريسكي ألكسيس كينغ أناستاسيا خارشينكو بيا سومالينين                             |
| 14 يونيو | براتيسلافا، سلوفاكيا ملعب ترابي $25،000 جدول المباريات الفردية – جدول المباريات الزوجية                                                       | لينكا جريكوفا 6–2، 6–1                                      | كاميلا جيورجي                              | لورا ثورب أوكسانا ليوبتسوفا                  | فلورنسيا مولينيرو باربارا سوباشكيفيتش كارولينا كوسينسكا تيريزا هلاديكوفا                |
| 14 يونيو | براتيسلافا، سلوفاكيا ملعب ترابي $25،000 جدول المباريات الفردية – جدول المباريات الزوجية                                                       | كاتارينا كاشليكوفا لينكا تفاروشكوفا 6–4، 7–6(2)             | غابرييلا دابروفسكي شانتال شكاملوفا         | لورا ثورب أوكسانا ليوبتسوفا                  | فلورنسيا مولينيرو باربارا سوباشكيفيتش كارولينا كوسينسكا تيريزا هلاديكوفا                |
| 21 يونيو | 2010 Empire Loans Women's Pro Circuit 50K Challenger بوسطن، الولايات المتحدة ملعب صلب $50،000 جدول المباريات الفردية – جدول المباريات الزوجية | جيمي هامبتون 6–2، 6–1                                       | ماديسون برينجل                             | ألكسندرا مولر جنيفر إيلي                     | ليندساي لي ووترز ريمي تيزوكا جوليا بوسوروب جوليا كوهين                                  |
| 21 يونيو | 2010 Empire Loans Women's Pro Circuit 50K Challenger بوسطن، الولايات المتحدة ملعب صلب $50،000 جدول المباريات الفردية – جدول المباريات الزوجية | كيمبرلي كوتس تتيانا لوزانسكا 6–4، 3–6، [10–8]               | ليندساي لي ووترز ميغان مولتون ليفي         | ألكسندرا مولر جنيفر إيلي                     | ليندساي لي ووترز ريمي تيزوكا جوليا بوسوروب جوليا كوهين                                  |
| 21 يونيو | 2010 Open GDF Suez du Périgord بيريغو، فرنسا ملعب ترابي $25،000 جدول المباريات الفردية – جدول المباريات الزوجية                               | بيترا سيتكوفسكا 2–6، 6–1، 6–1                               | مارجاليتا تشاخناشفيلي                      | كلير فويرشتاين ستيفاني فريتز                 | ناتالي بيكيون سكارليت ويرنر ماريا فرناندا ألفيس ستيفاني فونجساوثي                       |
| 21 يونيو | 2010 Open GDF Suez du Périgord بيريغو، فرنسا ملعب ترابي $25،000 جدول المباريات الفردية – جدول المباريات الزوجية                               | إليز تامالا سكارليت ويرنر 6–2، 6–1                          | ليودميلا كيتشينوك ناديا كيتشينوك           | كلير فويرشتاين ستيفاني فريتز                 | ناتالي بيكيون سكارليت ويرنر ماريا فرناندا ألفيس ستيفاني فونجساوثي                       |
| 21 يونيو | غوتكسو، إسبانيا ملعب ترابي 25٬000 دولار جدول المباريات الفردية – جدول المباريات الزوجية                                                       | سيلفيا سولير إسبينوزا 6–2، 6–1                              | سارة جرونرت                                | تشالا بويوكاكاتشاي لورا ثورب                 | لورا سيجموند ليتيسيا كوستاس لو جينغجينغ بيانكا بوتو                                     |
| 21 يونيو | غوتكسو، إسبانيا ملعب ترابي 25٬000 دولار جدول المباريات الفردية – جدول المباريات الزوجية                                                       | ساندرا كليمينشيتس أندريا كليباك 6–0، 6–0                    | لو جينغجينغ لورا سيجموند                   | تشالا بويوكاكاتشاي لورا ثورب                 | لورا سيجموند ليتيسيا كوستاس لو جينغجينغ بيانكا بوتو                                     |
| 21 يونيو | روما، إيطاليا ملعب ترابي 25٬000 دولار جدول المباريات الفردية – جدول المباريات الزوجية                                                         | باتريشا ماير 7–6(7–2)، 6–4                                  | زارينا دياز                                | ديا إفتيموفا يوليانا فيداك                   | ديانا بوزيان كارين كناب سينا هاس صوفي فيرغسون                                           |
| 21 يونيو | روما، إيطاليا ملعب ترابي 25٬000 دولار جدول المباريات الفردية – جدول المباريات الزوجية                                                         | صوفي فيرغسون ترودي موسغريف 6–0، 6–3                         | كلوديا جيوفين فالنتينا سولبيزيو            | ديا إفتيموفا يوليانا فيداك                   | ديانا بوزيان كارين كناب سينا هاس صوفي فيرغسون                                           |
| 21 يونيو | كريستينه هامن، السويد ملعب ترابي $25،000 جدول المباريات الفردية – جدول المباريات الزوجية                                                      | لينكا وينروفا 6–2، 3–6، 7–6(7–2)                            | جاكلين كاكو                                | آنه شيفر كارمن كلاشكا                        | تتيانا أريفيفا إيما لين فاليريا سافينيخ منى بارثل                                       |
| 21 يونيو | كريستينه هامن، السويد ملعب ترابي $25،000 جدول المباريات الفردية – جدول المباريات الزوجية                                                      | ميرفانا يوجيتش سالكيتش إيما لين 6–2، 6–3                    | جوليا غلوشكو بيمرا أوزجن                   | آنه شيفر كارمن كلاشكا                        | تتيانا أريفيفا إيما لين فاليريا سافينيخ منى بارثل                                       |
| 21 يونيو | جوسدال، النرويج ملعب صلب $10،000 جدول المباريات الفردية – جدول المباريات الزوجية                                                              | فيكتوريا لارير 6–1، 6–2                                     | كارين باربات                               | باتريشيا كيريا إيما فلود                     | دانييل ميلز أناستاسيا موخاميتوفا سامانثا فيكرز زوزانا لينهوفا                           |
| 21 يونيو | جوسدال، النرويج ملعب صلب $10،000 جدول المباريات الفردية – جدول المباريات الزوجية                                                              | مالو إجديسجارد زوزانا لينهوفا 6–2، 6–3                      | كارينا إيسايان أناستاسيا موخاميتوفا        | باتريشيا كيريا إيما فلود                     | دانييل ميلز أناستاسيا موخاميتوفا سامانثا فيكرز زوزانا لينهوفا                           |
| 21 يونيو | ألكوباسا، البرتغال ملعب صلب $10،000 جدول المباريات الفردية – جدول المباريات الزوجية                                                           | ماغالي دي لاتر 2–6، 6–3، 6–3                                | شاينا مكدويل                               | أليخاندرا جرانيو ميلاني غلوريا               | ديسبينا باباميتشايل آنا فيتزباتريك أليس بالدوتشي صوفيا كفاتسابايا                       |
| 21 يونيو | ألكوباسا، البرتغال ملعب صلب $10،000 جدول المباريات الفردية – جدول المباريات الزوجية                                                           | آنا فيتزباتريك جيد ويندلي 6–2، 6–1                          | ميلاني غلوريا دانييلا مونيوز جاليجوس       | أليخاندرا جرانيو ميلاني غلوريا               | ديسبينا باباميتشايل آنا فيتزباتريك أليس بالدوتشي صوفيا كفاتسابايا                       |
| 21 يونيو | دافوس، سويسرا ملعب ترابي $10،000 جدول المباريات الفردية – جدول المباريات الزوجية                                                              | ميريام كازانوفا 6–3، 4–6، 6–4                               | فيكتوريا كامنسكايا                         | كاميلا سيلفا أناليزا بونا                    | ستيفانيا فادابيني لارا ميشيل ساينا كايزر داريا سالنيكوفا                                |
| 21 يونيو | دافوس، سويسرا ملعب ترابي $10،000 جدول المباريات الفردية – جدول المباريات الزوجية                                                              | أماندا إليوت آملين ستار 6–1، 6–2                            | سارة موندير أمرا ساديكوفيتش                | كاميلا سيلفا أناليزا بونا                    | ستيفانيا فادابيني لارا ميشيل ساينا كايزر داريا سالنيكوفا                                |
| 21 يونيو | روتردام، هولندا ملعب ترابي $10،000 جدول المباريات الفردية – جدول المباريات الزوجية                                                            | كيكي بيرتينس 6–4، 6–2                                       | دانييل هارمسن                              | مارينا ميلنيكوفا كيرين ليميوني               | مارسيللا كوك إفيتا جيرلوفا إليين بويكينس بيبيان ويجيرس                                  |
| 21 يونيو | روتردام، هولندا ملعب ترابي $10،000 جدول المباريات الفردية – جدول المباريات الزوجية                                                            | إفيتا جيرلوفا يانا جاندوفا 6–4، 4–6، [10–5]                 | آنا أرينا مارينكو إيكاترينا ياكوفليفا      | مارينا ميلنيكوفا كيرين ليميوني               | مارسيللا كوك إفيتا جيرلوفا إليين بويكينس بيبيان ويجيرس                                  |
| 21 يونيو | كليفلاند، الولايات المتحدة ملعب ترابي $10،000 جدول المباريات الفردية – جدول المباريات الزوجية                                                 | ماديسون كيز 6–2، 6–4                                        | بيا سومالينين                              | يوليانا ليزارازو غابرييلا باز                | نيكولا سلاتر كيتلين ووريسكي أناستاسيا خارشينكو سابرينا سانتاماريا                       |
| 21 يونيو | كليفلاند، الولايات المتحدة ملعب ترابي $10،000 جدول المباريات الفردية – جدول المباريات الزوجية                                                 | ساناز ماراند كيتلين ووريسكي 6–4، 6–0                        | إميلي ج. هارمان إليانور بيترز              | يوليانا ليزارازو غابرييلا باز                | نيكولا سلاتر كيتلين ووريسكي أناستاسيا خارشينكو سابرينا سانتاماريا                       |
| 21 يونيو | بوينس آيرس، الأرجنتين ملعب ترابي $10،000 جدول المباريات الفردية – جدول المباريات الزوجية                                                      | باولا أورمايتشيا 6–2، 6–2                                   | لوسيا جارا لوزانو                          | تاتيانا بوا لوسيانا سارانتي                  | ماريا فرناندا ألفاريز تيران ناتاليا روسي أرانزا سالو ميلين أرويو                        |
| 21 يونيو | بوينس آيرس، الأرجنتين ملعب ترابي $10،000 جدول المباريات الفردية – جدول المباريات الزوجية                                                      | لوسيانا سارانتي إميليا يوريو 6–3، 6–7(2)، [10–8]            | تاتيانا بوا كارين كاستيبلانكو              | تاتيانا بوا لوسيانا سارانتي                  | ماريا فرناندا ألفاريز تيران ناتاليا روسي أرانزا سالو ميلين أرويو                        |
| 28 يونيو | كونية (إيطاليا)، إيطاليا ملعب ترابي $100،000 جدول المباريات الفردية – جدول المباريات الزوجية                                                  | رومينا أوبراندي 6–0 6–2                                     | بولين بارمنتييه                            | لورديز دومينغيز لينو لورا ثورب               | صوفي فيرغسون يفجينيا رودينا كلوديا جيوفين ماريا إيروغيين                                |
| 28 يونيو | كونية (إيطاليا)، إيطاليا ملعب ترابي $100،000 جدول المباريات الفردية – جدول المباريات الزوجية                                                  | إيفا بيرنروفا لوسي هراديكا 3–6 6–4 [10–8]                   | سورانا كريستيا أندريا كليباك               | لورديز دومينغيز لينو لورا ثورب               | صوفي فيرغسون يفجينيا رودينا كلوديا جيوفين ماريا إيروغيين                                |
| 28 يونيو | بوزوبلانكو (قرطبة)، إسبانيا ملعب صلب $50،000 جدول المباريات الفردية – جدول المباريات الزوجية                                                  | أوليفيا سانشيز 6–3 6–4                                      | بياتريس غارسيا فيداجاني                    | أناستاسيا ياكيموفا ألكسندرا بانوفا           | توموكو يونيمورا ميلاني كلافنير سيلفيا سولير إسبينوزا تشالا بويوكاكاتشاي                 |
| 28 يونيو | بوزوبلانكو (قرطبة)، إسبانيا ملعب صلب $50،000 جدول المباريات الفردية – جدول المباريات الزوجية                                                  | أكيكو يونيمورا توموكو يونيمورا 6–4 3–6 [10–4]               | فالنتينا إيفاخنينكو كاترينا كوزلوفا        | أناستاسيا ياكيموفا ألكسندرا بانوفا           | توموكو يونيمورا ميلاني كلافنير سيلفيا سولير إسبينوزا تشالا بويوكاكاتشاي                 |
| 28 يونيو | شتوتغارت-فايهينغن، ألمانيا ملعب ترابي $25،000 جدول المباريات الفردية – جدول المباريات الزوجية                                                 | ماندي مينلا 6–4 6–2                                         | إليز تامالا                                | زوزانا لوكناروفا سارة جرونيرت                | إيلينا بوغدان زارينا دياز ايرينا كاميليا باغو يلينا تشالوفا                             |
| 28 يونيو | شتوتغارت-فايهينغن، ألمانيا ملعب ترابي $25،000 جدول المباريات الفردية – جدول المباريات الزوجية                                                 | ماندي مينلا إيرينا بافلوفيتش 6–3 6–4                        | ماغدالينا كيزتشينسكا إريكا سما             | زوزانا لوكناروفا سارة جرونيرت                | إيلينا بوغدان زارينا دياز ايرينا كاميليا باغو يلينا تشالوفا                             |
| 28 يونيو | مون دو مارسان، فرنسا ملعب ترابي 25،000 دولار جدول المباريات الفردية – جدول المباريات الزوجية                                                  | بيترا سيتكوفسكا 6–2 6–2                                     | إليتسا كوستوفا                             | أناييس لاوريندون ناتالي بيكيون               | إيرينا كورياونوفيتش أوليفيا روجوفسكا إيلوسا كومبوستيزو دي أندريس لارا أروابارينا فيسينو |
| 28 يونيو | مون دو مارسان، فرنسا ملعب ترابي 25،000 دولار جدول المباريات الفردية – جدول المباريات الزوجية                                                  | لارا أروابارينا فيسينو إينيس فيرير سواريز 6–3 6–1           | ناديا كيتشينوك كونستانس سيبيل              | أناييس لاوريندون ناتالي بيكيون               | إيرينا كورياونوفيتش أوليفيا روجوفسكا إيلوسا كومبوستيزو دي أندريس لارا أروابارينا فيسينو |
| 28 يونيو | تورون، بولندا ملعب ترابي 25،000 دولار جدول المباريات الفردية – جدول المباريات الزوجية                                                         | كسينيا بيرفاك 6–4 6–1                                       | ماجدا لينيت                                | كاتارزينا بيتر يوليا بيجيلزيمير              | كارولينا ولوداركزاك فيرونيكا كابشاي كاميلا جيورجي جوستينا ججيولكا                       |
| 28 يونيو | تورون، بولندا ملعب ترابي 25،000 دولار جدول المباريات الفردية – جدول المباريات الزوجية                                                         | تيودورا ميرسك ماريا ميركوفيتش 4–6 6–2 [10–5]                | كاتارزينا بيتر باربرا سوبيشكييفيتش         | كاتارزينا بيتر يوليا بيجيلزيمير              | كارولينا ولوداركزاك فيرونيكا كابشاي كاميلا جيورجي جوستينا ججيولكا                       |
| 28 يونيو | يستاد، السويد ملعب ترابي $25،000 جدول المباريات الفردية – جدول المباريات الزوجية                                                              | صوفيا أرفيدسون 6–3 6–1                                      | فاليريا سافينيخ                            | جوليا غلوشكو كلير دي جوبيرناتيس              | إيما لين لينكا وينروفا تتيانا أريفيفا هايدي الطباخ                                      |
| 28 يونيو | يستاد، السويد ملعب ترابي $25،000 جدول المباريات الفردية – جدول المباريات الزوجية                                                              | ميرفانا يوجيتش سالكيتش إيما لين 6–1 6–1                     | تتيانا أريفيفا أناستاسيا ليتوفشينكو        | جوليا غلوشكو كلير دي جوبيرناتيس              | إيما لين لينكا وينروفا تتيانا أريفيفا هايدي الطباخ                                      |
| 28 يونيو | مليلية، إسبانيا ملعب صلب $10،000 جدول المباريات الفردية – جدول المباريات الزوجية                                                              | ديانا ستومليجا 5–7 6–4 7–5                                  | دانييل ميلز                                | كارمن لوبيز رويدا إلينا غاسانوفا             | أليخاندرا غرانيلو غالي دي وايل كارولينا براتس ميلان فاطمة العلمي                        |
| 28 يونيو | مليلية، إسبانيا ملعب صلب $10،000 جدول المباريات الفردية – جدول المباريات الزوجية                                                              | غالي دي وايل إلينا غاسانوفا 6–0 6–0                         | إيفون كافالي ريميريس مارجريتا لازاريفا     | كارمن لوبيز رويدا إلينا غاسانوفا             | أليخاندرا غرانيلو غالي دي وايل كارولينا براتس ميلان فاطمة العلمي                        |
| 28 يونيو | كرمونة (إيطاليا)، إيطاليا ملعب ترابي $10،000 جدول المباريات الفردية – جدول المباريات الزوجية                                                  | رافاييلا بيندي 6–4 6–1                                      | ساندرا سولير سولا                          | بولا سيغوي أناليزا بونا                      | ديانا بوزيان أليس سافوريتي سابرينا بومغارتن فرانشيسكا بالميجانو                         |
| 28 يونيو | كرمونة (إيطاليا)، إيطاليا ملعب ترابي $10،000 جدول المباريات الفردية – جدول المباريات الزوجية                                                  | ليزا سابينو أندريا فاييديانو 6–4 7–5                        | ستيفانيا فادابيني أليس موروني              | بولا سيغوي أناليزا بونا                      | ديانا بوزيان أليس سافوريتي سابرينا بومغارتن فرانشيسكا بالميجانو                         |
| 28 يونيو | غاوسدال، النرويج ملعب صلب $10،000 جدول المباريات الفردية – جدول المباريات الزوجية                                                             | فيكتوريا لارير 6–3 6–4                                      | غيل برودسكي                                | ياسمين شتاينهير كارين بربات                  | ليزا ويبورن كارينا إيسايان ديانا مارسنكفيتشا كريستينا كازيموفا                          |
| 28 يونيو | غاوسدال، النرويج ملعب صلب $10،000 جدول المباريات الفردية – جدول المباريات الزوجية                                                             | كارين بربات مايري براون 6–2 6–2                             | نيكولا جورج ليزا ويبورن                    | ياسمين شتاينهير كارين بربات                  | ليزا ويبورن كارينا إيسايان ديانا مارسنكفيتشا كريستينا كازيموفا                          |
| 28 يونيو | نونثابوري، تايلاند ملعب صلب $10،000 جدول المباريات الفردية – جدول المباريات الزوجية                                                           | جيسي رومبيس 6–2 7–5                                         | نيشا ليرتبيتاكسينتشاي                      | فاراتشايا وونجتينتشاي نودنيدا لوانجنام       | كيم كون-هي كانغ سيو-كيونغ يو مين-هوا آي ياماموتو                                        |
| 28 يونيو | نونثابوري، تايلاند ملعب صلب $10،000 جدول المباريات الفردية – جدول المباريات الزوجية                                                           | Chen Yi فاراتشايا وونجتينتشاي 6–2 6–2                       | كيم كون-هي يو مين-هوا                      | فاراتشايا وونجتينتشاي نودنيدا لوانجنام       | كيم كون-هي كانغ سيو-كيونغ يو مين-هوا آي ياماموتو                                        |
| 28 يونيو | خفي، الصين ملعب صلب $10،000 جدول المباريات الفردية – جدول المباريات الزوجية                                                                   | دوان ينغينغ 6–3 6–4                                         | تشينغ سيساي                                | ليانغ تشن تاتيا ميكادزي                      | زهو شياو تشاو ييجنج ليو شاو تشو Zhu Lin                                                 |
| 28 يونيو | خفي، الصين ملعب صلب $10،000 جدول المباريات الفردية – جدول المباريات الزوجية                                                                   | تيان ران تشينغ سيساي 6–0 6–4                                | باي شي تشانغ كيلين                         | ليانغ تشن تاتيا ميكادزي                      | زهو شياو تشاو ييجنج ليو شاو تشو Zhu Lin                                                 |

## الروابط الخارجية
- "10،600 لاعبة، 1135 حدثًا: جولة الاتحاد الدولي لكرة المضرب العالمية للسيدات لعام 2023 بالأرقام". الاتحاد الدولي لكرة المضرب. اطلع عليه بتاريخ 2024-01-02.
- "أجندة جولة الاتحاد الدولي لكرة المضرب العالمية للسيدات". الاتحاد الدولي لكرة المضرب. اطلع عليه بتاريخ 2024-01-02.
- الاتحاد الدولي لكرة المضرب